# Liaison (mécanique)
Pour les articles homonymes, voir liaison.
 (février 2024).
Si vous disposez d'ouvrages ou d'articles de référence ou si vous connaissez des sites web de qualité traitant du thème abordé ici, merci de compléter l'article en donnant les références utiles à sa vérifiabilité et en les liant à la section « Notes et références ».

Les contacts piston/bielle et piston/chemise peuvent être modélisés par des liaisons pivots.

Un mécanisme, ou transmetteur, est l'association de plusieurs pièces liées entre elles par des contacts physiques qui les rendent totalement ou partiellement solidaires, selon qu'ils autorisent ou non des mouvements relatifs des pièces.
La liaison mécanique est le modèle de comportement cinématique utilisé pour décrire cette relation, dont la considération est primordiale dans l'étude des mécanismes. Elle peut être exprimée sous l'aspect cinématique ou sous l'aspect des actions mécaniques.

## Modèle cinématique
L’étude des mécanismes s’appuie sur le parcours de chaînes de solides, sur lesquelles on compose les mouvements. Le graphe de structure et le schéma cinématique sont utilisés en phase d’analyse de l'ingénieur.
Un modèle cinématique est constitué :
- de Classes d’Équivalence Cinématique (CEC) d’ensembles indéformables (une pièce ou un ensemble de pièces encastrées) ;

- de liaisons représentées par des symboles normalisés, qui spécifient les mouvements possibles et les mouvements bloqués, d’une CEC par rapport à une autre.

Le schéma cinématique est dessiné en deux ou trois dimensions. En plus des symboles et traits de définition des solides, on y trouve des points, des vecteurs et des droites. Il permet de visualiser les mouvements d'un mécanisme et de définir un paramétrage.

## Liaisons et contacts

### Liaison
Une liaison est un lien entre les paramètres du mouvement, c’est un modèle de comportement cinématique.
Elle est du domaine du modèle et est indépendante de toute réalisation matérielle.

### Degrés de liberté
On appelle degré de liberté, DDL, un des mouvements indépendants autorisés par une liaison.
Dans le torseur cinématique d’une liaison :
- chaque paramètre cinématique non nul correspond à un degré de liberté ;
- chaque paramètre cinématique nul correspond à un blocage.

Pour une liaison : Nombre de degrés de liberté + Nombre de degrés de liaison = 6.

### Liaisons usuelles
On appelle liaison usuelle un modèle de comportement cinématique possible que l’on peut nommer sans aucune référence technologique.
Ces liaisons vont de la fixation sans mouvement  entre 2 pièces à la fixation à des degrés divers de mouvement relatif entre 2 pièces ; la liaison doit exister quelle que soit la trajectoire des pièces.
Ces 12 liaisons usuelles font l’objet d'une norme : NF EN 23952 / ISO 3952.
Une liaison mécanique entre deux CEC modélise le lien direct (le plus souvent) ou indirect (rarissime, comme dans une liaison magnétique avec un TGV en suspension par exemple).
Lors d'un contact direct entre une ou plusieurs surfaces respectives de ces pièces, il résulte un ensemble de points de contact. Ces points peuvent être isolés dans l'espace, disposés sur une ligne commune ou répartis sur une surface.
Pour être complète, l'analyse doit de plus considérer la direction de la normale de contact en chaque point du contact. On montre alors que la nature de la liaison est entièrement liée à la répartition spatiale de ces normales de contact.
En combinant des surfaces de forme simple (des plans, des cylindres, des sphères, et parfois des cônes), on construit une liste de cas correspondant à des liaisons élémentaires, donnant les bases pour l'établissement des modèles de calcul en mécanique.

### Hypothèses
Les liaisons sont supposées cinématiquement parfaites :
- sans jeu (espace entre deux surfaces permettant des mouvements de petite amplitude) ;
- de solides indéformables ;
- sans limite d’amplitude des mouvements ;
- bilatérales : il n’y a pas décollement.

### Contacts
Deux surfaces réelles qui se touchent sont dites en contact.
Un contact est modélisé par une liaison.
Mais tous les contacts ne peuvent pas être modélisés par les liaisons normalisées. Celles-ci modélisent les contacts les plus courants.
La liaison glissière modélise (représente) un contact cylindrique non de révolution (C’est-à-dire généré par translation. On rappelle qu’en mathématiques, un parallélépipède est un cylindre à base rectangulaire).
La liaison plane modélise (représente) un contact plan.
La liaison pivot modélise (représente) un contact de révolution.
La liaison pivot glissant modélise (représente) un contact cylindrique de révolution.
La liaison hélicoïdale modélise (représente) un contact d’hélice.
La liaison cylindre-plan modélise (représente) un contact linéaire rectiligne.
La liaison sphérique modélise (représente) un contact sphère. (attention, le mot rotule désigne un composant que l'on peut acheter)
La liaison sphérique à doigt modélise (représente) un contact sphère et ponctuel.
La liaison sphère plan modélise (représente) un contact ponctuel.
La liaison sphère-cylindre modélise (représente) un contact linéaire annulaire (c’est-à-dire suivant une ligne et un anneau).
La liaison complète modélise un contact encastré.
La liaison libre modélise un contact nul.

## Liaisons à direction

### Liaison glissière
La liaison glissière modélise un contact cylindrique non de révolution (c’est-à-dire généré par translation).
La liaison glissière assure cinq degrés de liaison en ne permettant que le mouvement de translation dans la direction de la liaison. La définition de cette liaison doit préciser cette direction.
Plusieurs approches sont possibles pour réaliser cette liaison :
- à partir d’un appui plan (3 degrés de liaison) : on adjoint un second plan de contact sécant avec le premier ou, plus simplement, un axe de guidage latéral (liaison linéaire rectiligne) parallèle au plan ;
- à partir d’une liaison pivot glissant (4 degrés de liaison) : une liaison ponctuelle condamnant la rotation suffit ; on parle d'anti-rotation (généralement 2 points opposés).

On pourra considérer, à un niveau plus technologique, la bilatéralité de cette liaison. Pour exemple, les tiroirs d’une commode sont guidés de façon bilatérale, alors que la voie de chemin de fer offre une liaison unilatérale dans le sens vertical.
C'est la liaison assurée dans une transmission par arbre cannelé, celle modélisant le guidage d'une coulisse de trombone ou le piston d'une trompette.
Contrairement au mouvement de rotation de la liaison pivot, l'amplitude de la translation possible est limitée par les dimensions des pièces. Lorsque le tiroir est complètement sorti, la liaison n'existe plus ! La modélisation mathématique ne prend pas en compte les limites du guidage.

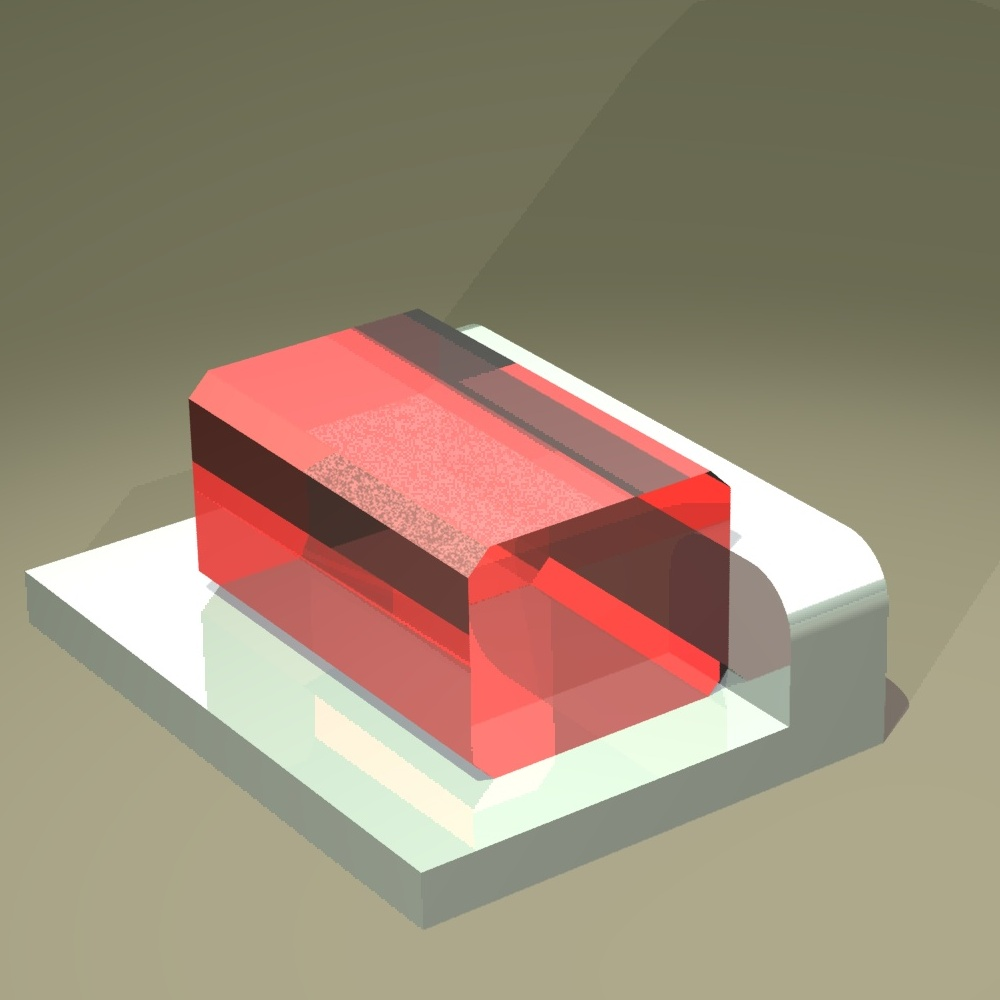
Solution la plus évidente mais toutefois hyperstatique.
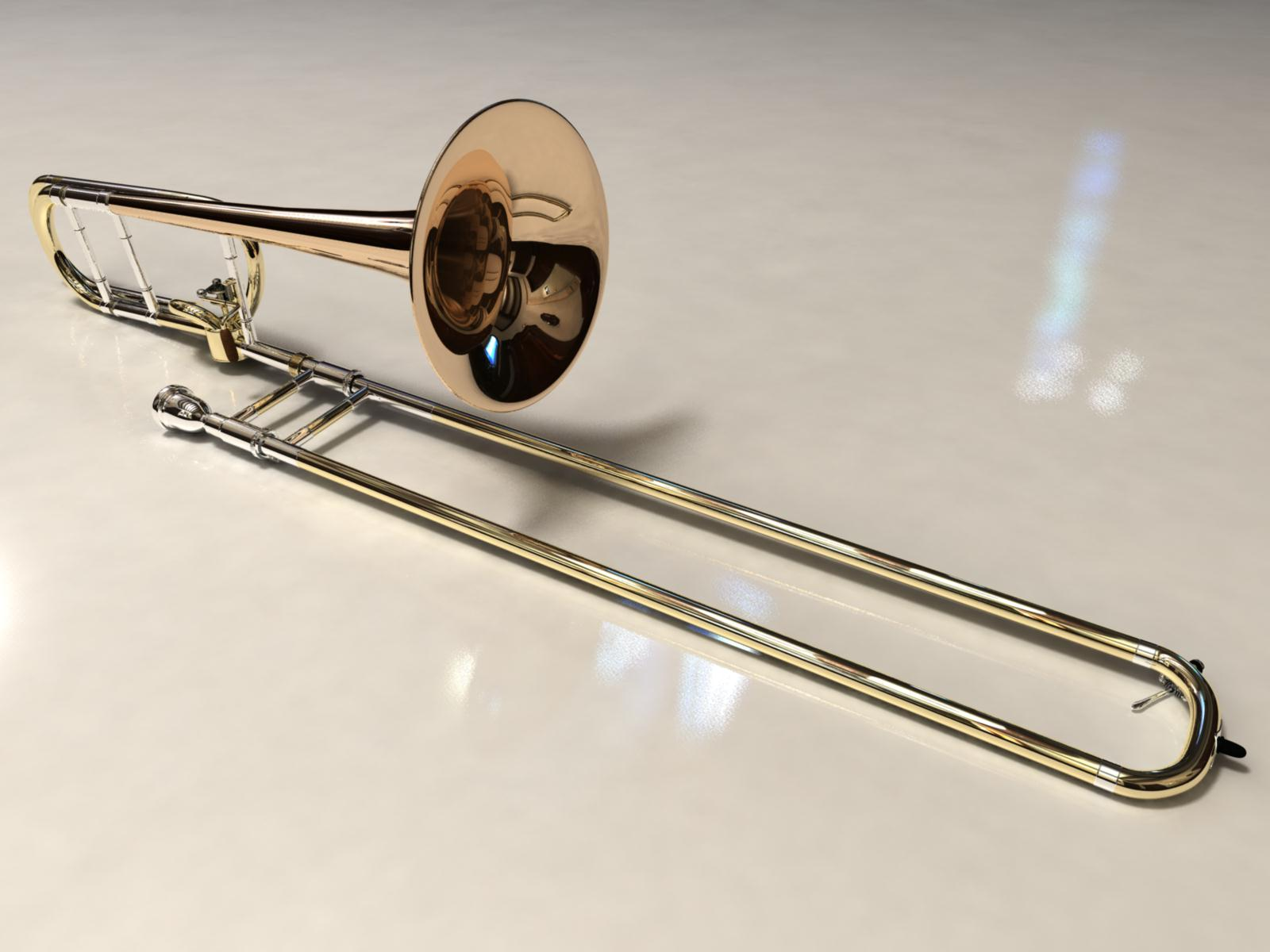
La coulisse d'un trombone est liée au corps de l'instrument par une glissière, associant deux pivots glissants d'axes parallèles (solution hyperstatique).
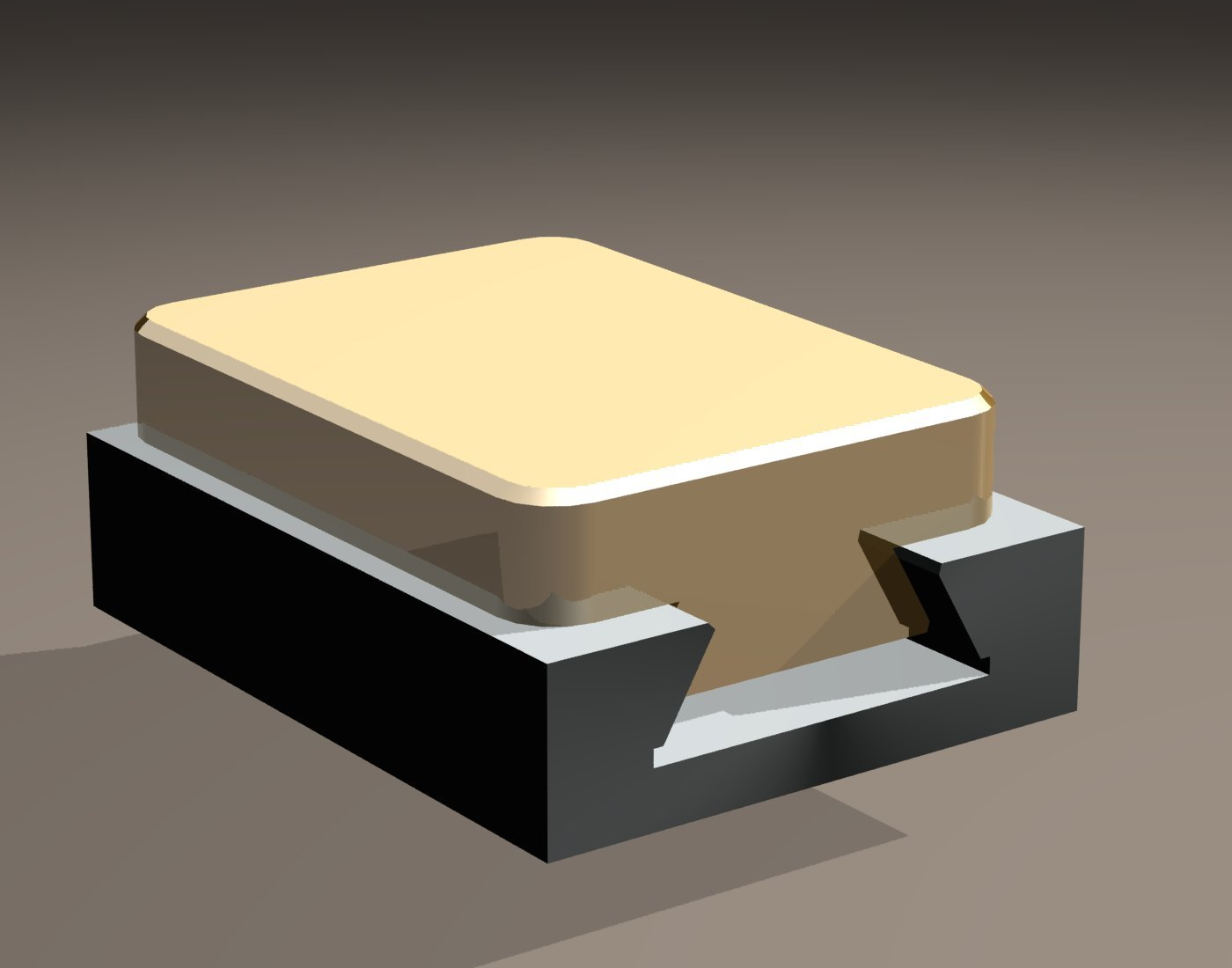
Assemblage à queue-d'aronde pour une liaison bilatérale.
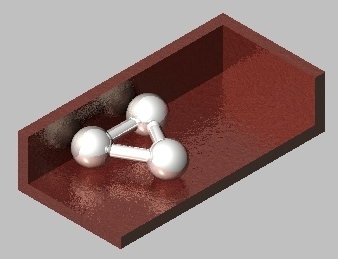
5 ponctuelles = glissière

| Glissière de direction X |  |  |  | Liaisons : Ty = 0 Tz = 0 Rx = 0 Ry = 0 Rz = 0 | Libertés : Tx |

Lorsque deux solides sont en liaison glissière, il existe au moins deux droites strictement parallèles communes aux deux solides, dont la direction définit la seule caractéristique géométrique de la liaison.
Par erreur, on attribue un axe à cette liaison. S'il est vrai que les solutions pour la réaliser comportent souvent des plans ou axes de symétrie, sa définition géométrique n'en a pas besoin.
Parce que la mobilité des objets n'est pas assimilable à celle des objets mis sur une patinoire permettant un glissement quasi idéal, des considérations moins théoriques de liaisons mécaniques avec frottement aboutissent au coincement par arc-boutement. Cela montre que la disposition de la charge par rapport aux surfaces de contact influe (tribologie).

### Liaison plane ou plan/plan
La liaison plane (parfois appelée abusivement liaison appui plan qui est un vocabulaire désignant le contact), présente 3 degrés de liaison. Ils forcent le mouvement à rester dans un plan. Les deux translations et la rotation dans ce plan sont libres.
Cette liaison s'obtient naturellement en plaquant deux surfaces planes l'une sur l'autre. Plus généralement, il suffit que le contact entre deux solides s'effectue en au moins 3 points non alignés et de normales de même direction. Elle constitue la base des liaisons dites prismatiques. La direction commune des normales aux contacts élémentaires donne la direction principale de la liaison.
L'appui des trois pieds d’un tabouret sur un sol plan constitue une liaison plane. Le quatrième pied d’une chaise ne touche le sol que si les extrémités des pieds sont parfaitement coplanaires ; le système est alors hyperstatique les liaisons étant en surnombre par rapport au besoin de guidage.

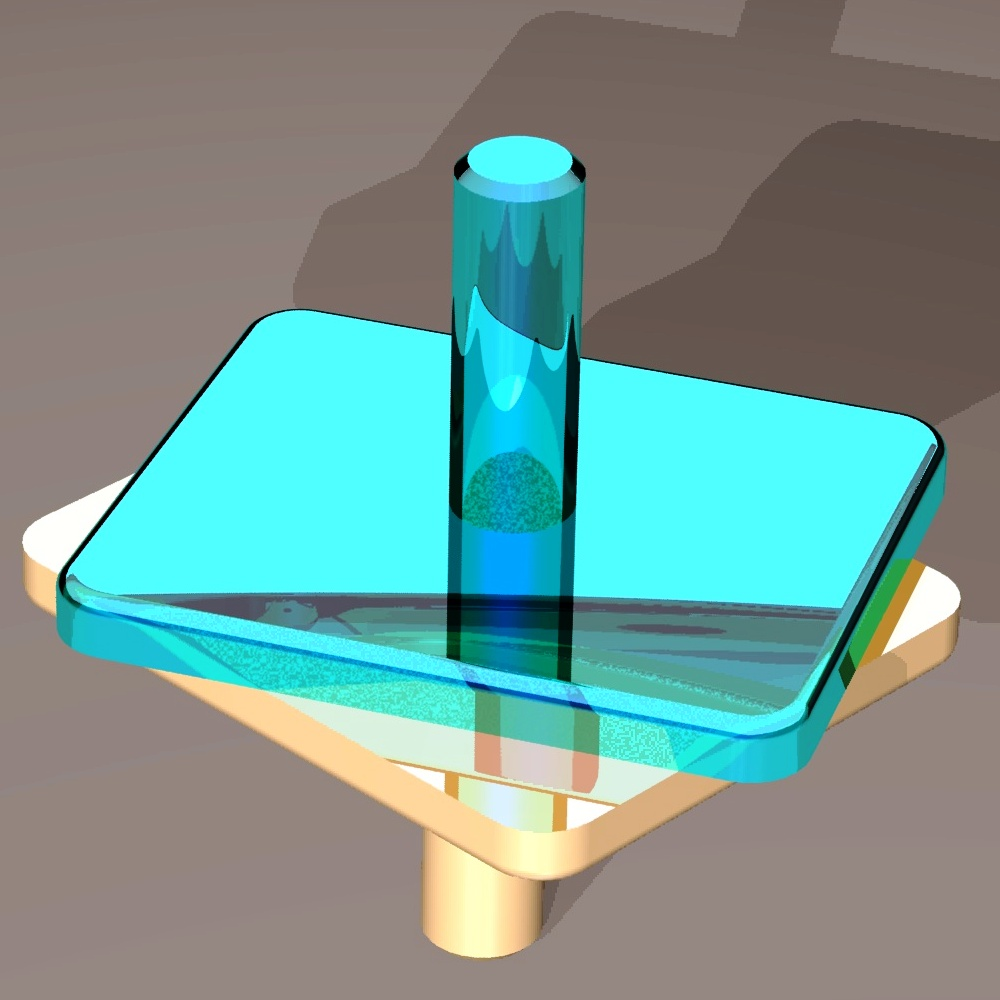
Deux faces planes en appui.
Exemples d'appuis plan
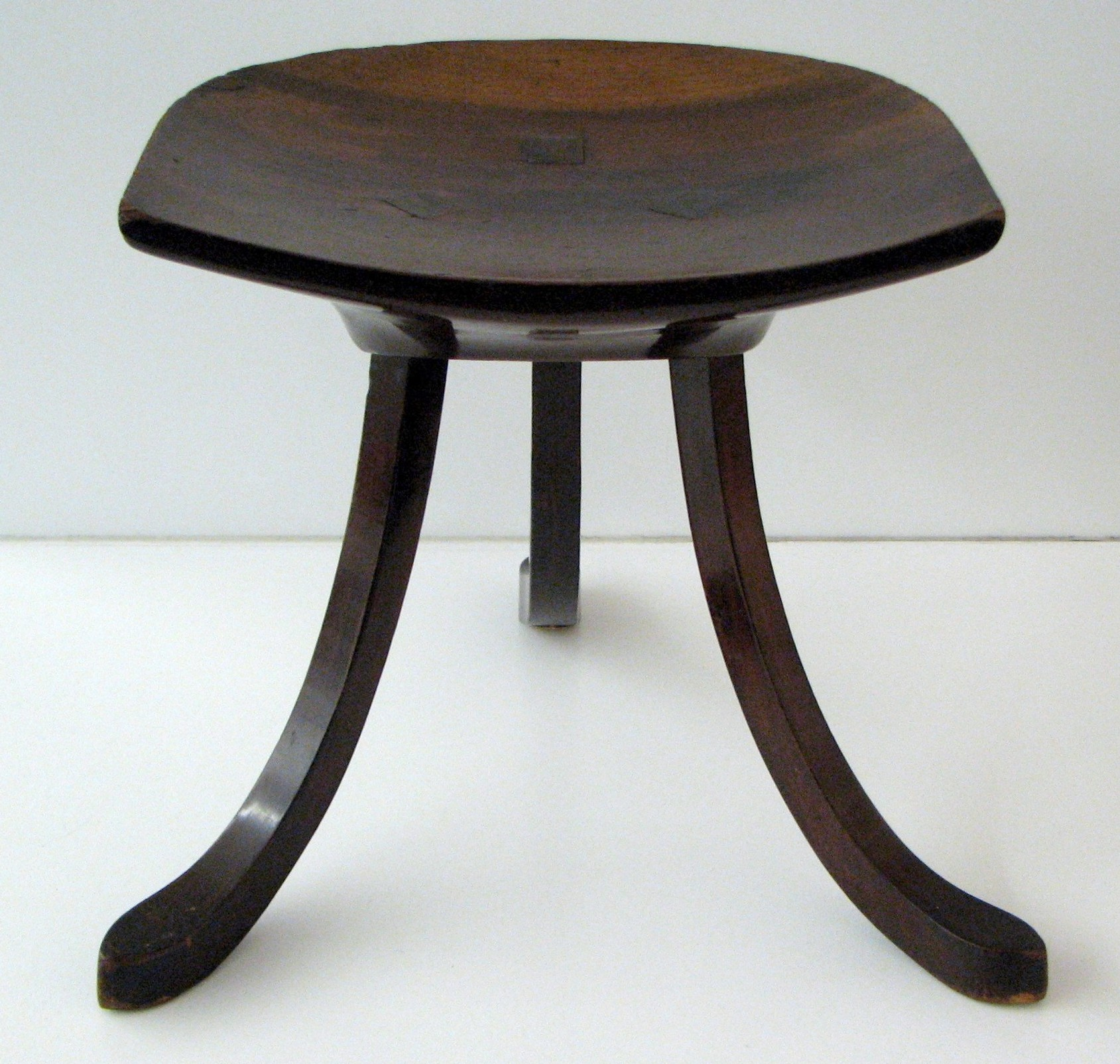
Un tabouret à trois pattes n'est jamais bancal : solution isostatique.
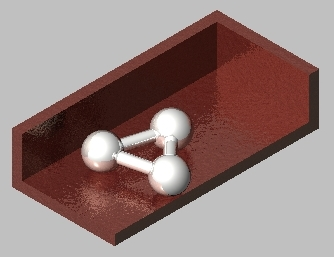
3 ponctuelles = appui plan

| Appui plan de normale Z |  | non normalisée |  | Liaisons : Tz = 0 Rx = 0 Ry = 0 | Libertés : Tx, Ty Rz |

Les points de contact ne sont pas nécessairement dans un même plan. Par exemple si on raccourcit une patte d'une chaise, on peut la placer dans un escalier, la patte la plus courte reposant sur une marche supérieure. Les normales étant parallèles, l'ensemble constitue toujours une liaison plane.
Lorsque deux solides sont en appui plan, il existe au moins un plan de l'un en coïncidence avec un plan de l'autre.

## Liaisons à axe

### Liaison pivot
La liaison pivot est la plus rencontrée dans les systèmes mécaniques. Elle guide en rotation une pièce en ne permettant qu'une rotation autour de l'axe de la liaison.
La définition de cette liaison doit préciser la position de son axe, c'est-à-dire d'une droite comme pour le pivot glissant. En effet pour une porte, de la position des gonds dépend le sens d'ouverture ; de même un hayon de voiture est guidé par un pivot de direction horizontale placé en haut. S'il était en bas on obtiendrait une porte fourragère. La seule précision de la direction est donc insuffisante.
Les réalisations les plus courantes sont basées sur le complément d’un contact cylindrique par un arrêt axial : il s’agit souvent d’un plan normal à l’axe (pivot glissant + appui plan : solution hyperstatique) ; dans ce cas on distingue les pivots à cylindre prépondérant (cas d’une liaison de roue par palier lisse comme sur brouette) ou plan prépondérant (cas d’un couvercle). L'idéal étant l'association d'un pivot glissant avec une liaison ponctuelle.
Cette liaison peut être aussi obtenue par la combinaison d'une liaison linéaire annulaire et d'une rotule ; un schéma que l'on retrouve dans certains guidages par roulements à billes avec arrêt sur un roulement.
Dans le cas des liaisons pivot, en particulier en ce qui concerne le blocage de la translation axiale, on distingue les liaisons unilatérales des liaisons bilatérales, suivant que ce degré de liberté est supprimé dans un ou deux sens. Si pour une porte la solution unilatérale est suffisante, il est nécessaire de maintenir la roue d’un véhicule dans les deux sens. Cette approche est, bien sûr, technologique et ne concerne pas ce propos.

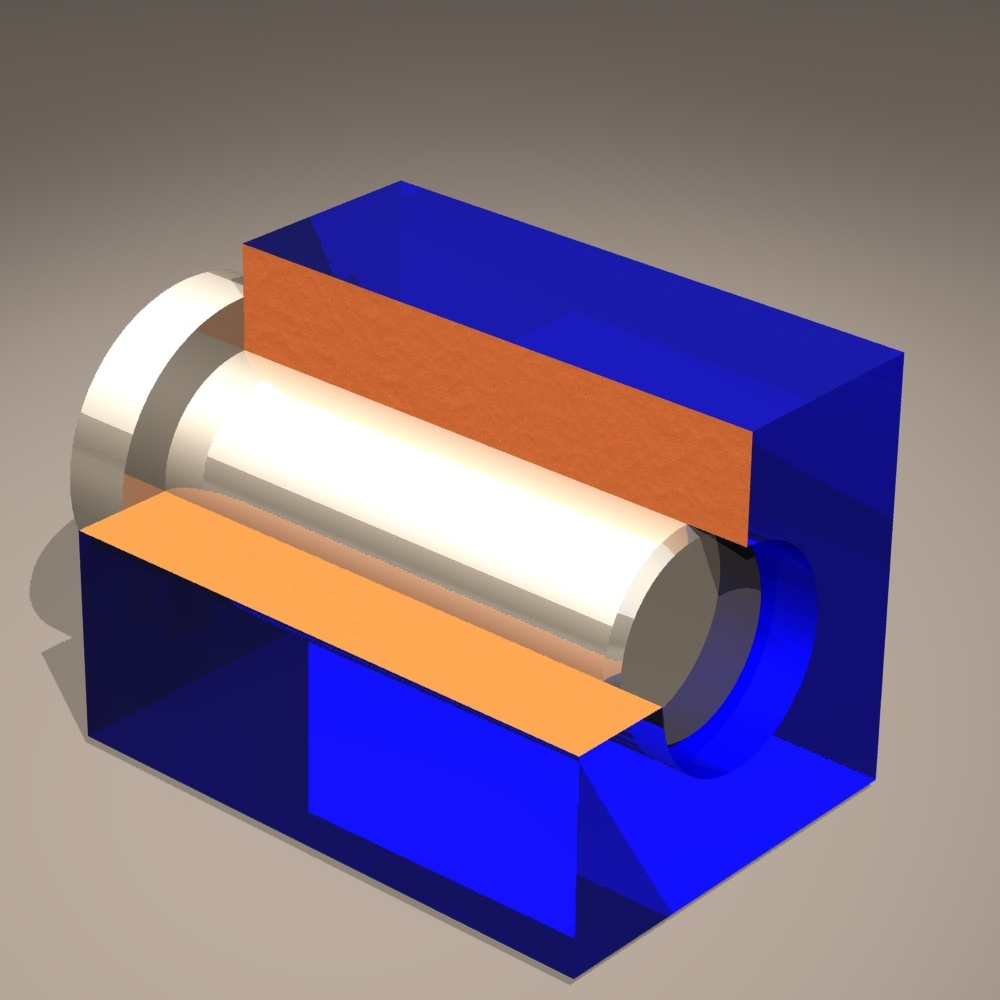
Liaison pivot par cylindre et plan radial (solution hyperstatique et unilatérale)
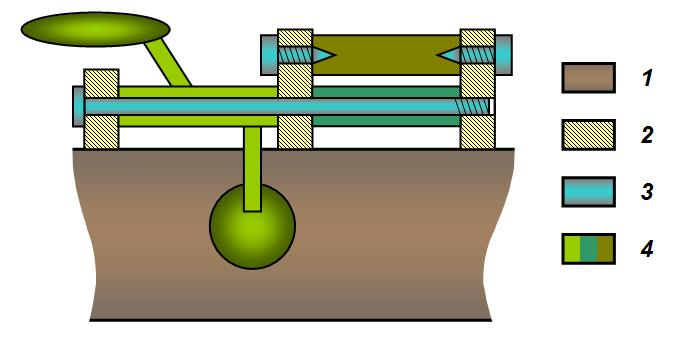
Solutions constructives bilatérales pour la liaison de clefs d'un instrument de musique
La pédale est liée à son maneton par des roulements suivant une liaison pivot
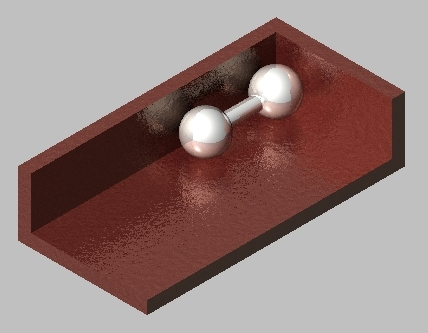
5 ponctuelles = pivot

| Pivot d'axe (A,Z) |  |  |  | Liaisons : Tx = 0 Ty = 0 Tz = 0 Rx = 0 Ry = 0 | Libertés : Rz |

Il est toutefois possible d'obtenir une liaison pivot par un contact simple, par deux cônes complémentaires, ou deux surfaces de révolution disposant d'une diminution de section. Cette liaison est considérée comme composée, car les surfaces considérées ici ne sont pas de la forme totalement banale du cylindre simple.
Lorsque deux solides sont en liaison pivot, il existe en coïncidence au moins 2 points fixes respectivement chez chaque solide. La droite passant par ces points constitue l’axe de la liaison.

### Liaison pivot glissant ou cylindre/cylindre
La liaison pivot glissant modélise un contact cylindrique de révolution.
Elle s'obtient lorsque tous les points de contact appartiennent à un ou plusieurs cylindres coaxiaux. Les normales de contact rencontrent toutes l’axe de ces cylindres qui devient naturellement l’axe de la liaison. C’est la seule direction caractéristique.
Les leviers de vitesses des 2CV et des 4L sont liés à la planche de bord par un pivot glissant.
Cette liaison se comporte comme deux liaisons linéaires annulaires. Elle dispose de 4 degrés de liaison puisqu'elle lie les deux translations et les deux rotations transversales. Les degrés de liberté sont la translation et la rotation axiale.
Si la rotation peut facilement présenter une amplitude infinie (au moins un tour), la translation se limite aux dimensions des pièces. Cependant, dans le domaine de fonctionnement observé, la modélisation est maintenue.
La définition complète de cette liaison doit préciser la position de l'axe. S'agissant d'une droite, elle n'est complète que si on précise 2 points lui appartenant, ou un point et une direction. Cette direction est d'ailleurs la seule qui se distingue.

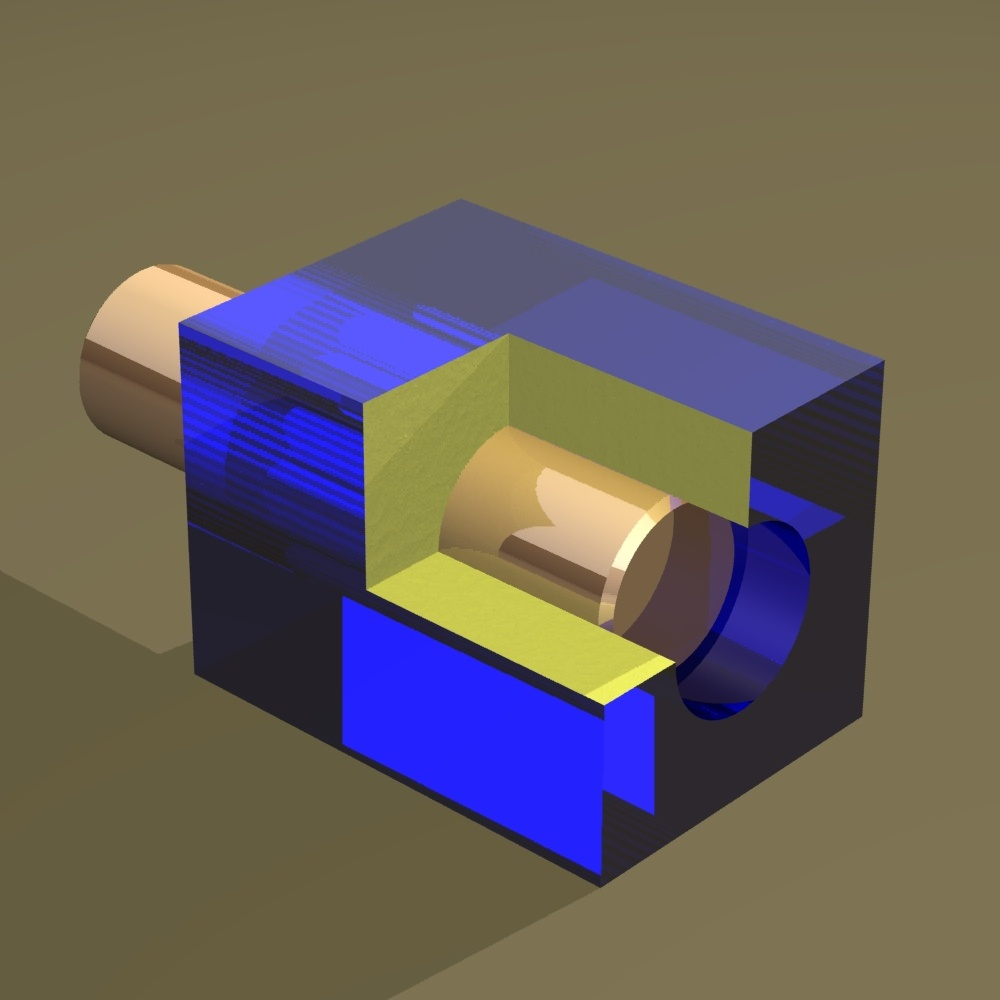
Solution pour un pivot glissant.
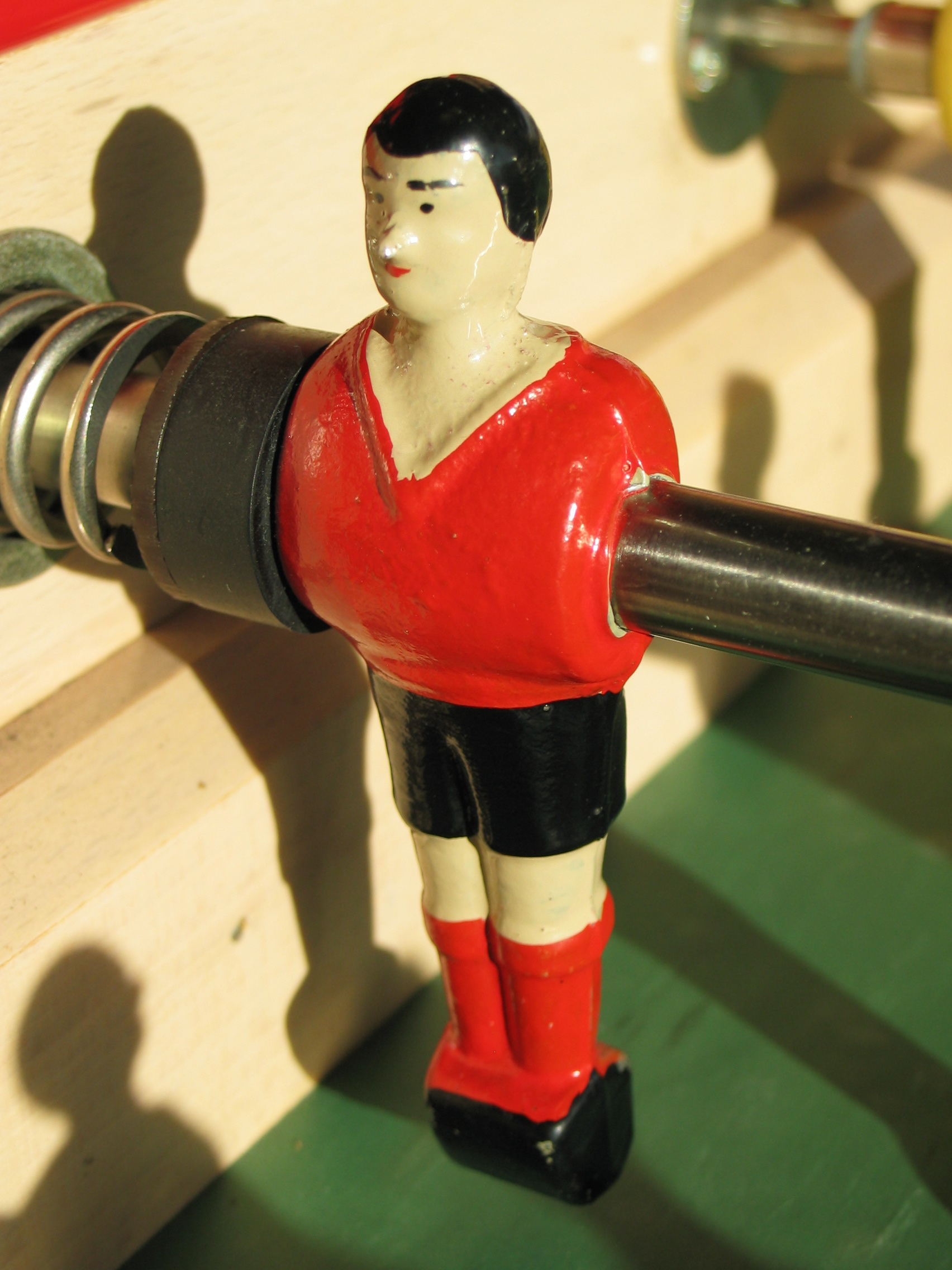
Les lignes de figurines d'un baby-foot sont liées à la table par un pivot glissant.
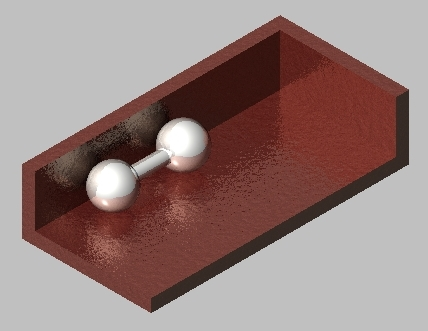
4 ponctuelles = pivot glissant

| Pivot glissant d'axe (A,x) |  |  |  | Liaisons : Ty = 0 Tz = 0 Ry = 0 Rz = 0 | Libertés : Tx Rx |

Par opposition à la linéaire annulaire, cette liaison nécessite un centrage long. La distinction technologique entre les deux se fait sur le rapport entre Rayon et Longueur de portée (assemblage cylindrique) :
- si L < R on acceptera la modélisation par une annulaire. Le jeu autorise un grand débattement angulaire ;
- si L > 2R le modèle pivot glissant s’impose. Un même jeu radial rend le débattement angulaire négligeable ;
- entre les deux, c’est au mécanicien de faire un choix, qui sera motivé par les résultats attendus. Dans le cas d'une étude statique, on préfèrera le modèle moins contraignant apportant moins d'inconnues. Dans le cas d'une étude cinématique, on préférera la liaison plus contraignante apportant plus d'équations pour résoudre le problème.

Cette liaison est très courante dans les mécanismes, où on la confond parfois avec la glissière. Elle est cependant moins contraignante à réaliser. On citera comme exemple la liaison entre piston et chemise, et, toujours dans le moteur à explosion, entre piston et bielle (même si, là encore, on pourrait croire à une liaison pivot). Dans les deux cas, le choix d’une liaison moins contrainte permet un positionnement naturel des pièces.

### Liaison hélicoïdale
Le coulissement d'un arbre cannelé se modélise par une liaison glissière. Si on enroule les cannelures autour de l'arbre, on se trouve en présence d’une vis dans son écrou. On parle alors de liaison hélicoïdale.
Ce qui caractérise cette liaison, c’est l’existence d'un mouvement combiné : la rotation est simultanée à la translation dans un rapport qu’on appelle le pas de vis, d’hélice ou de filet. De ce fait, il s’agit d’un seul et même degré de liberté.
La liaison dispose donc de 5 degrés de liaison, dont les 2 translations et les 2 rotations transversales. L'autre est dû au couplage de la translation et la rotation axiales par une relation hélicoïdale de type x = u·θx. Le pas de la liaison p = 2π·u indique la longueur parcourue en un tour (2π radians).
La définition de cette liaison doit préciser la position de son axe, le sens de l'hélice et la valeur du pas.
La considération de cette liaison est primordiale dans l'étude des dispositifs vis-écrou dont le but est de transformer un mouvement de rotation en mouvement de translation. En revanche l'étude d'un assemblage par boulons ou vis ne nécessite pas cette modélisation. Il existe des vis à billes (associées à leur écrou) destinées à la transmission de mouvement, et offrant d'excellents rendements.
Le sens de l’hélice, souvent à droite, peut être inversé. L’ancienne schématisation (toujours valable) proposée ici permet (contrairement à la nouvelle) de distinguer les deux cas.

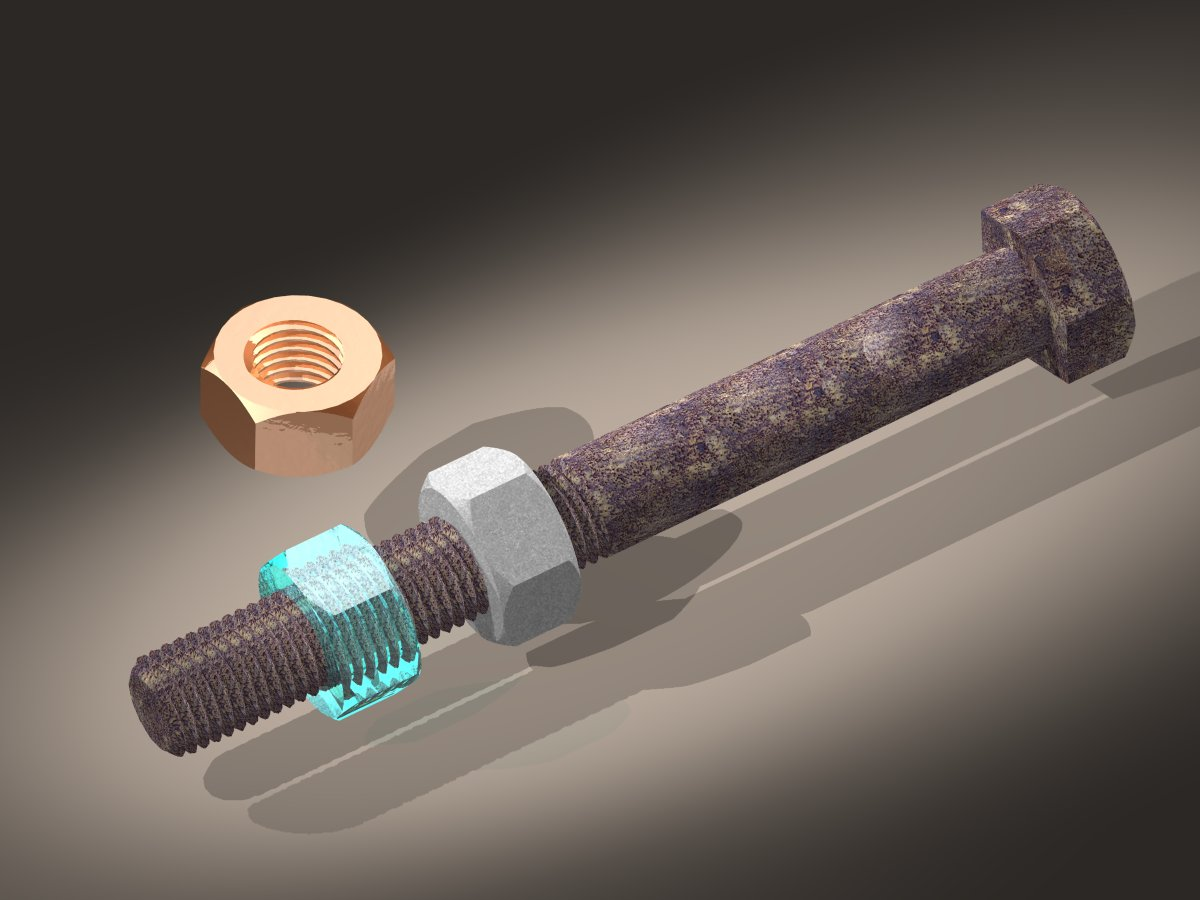
Une vis et plusieurs écrous
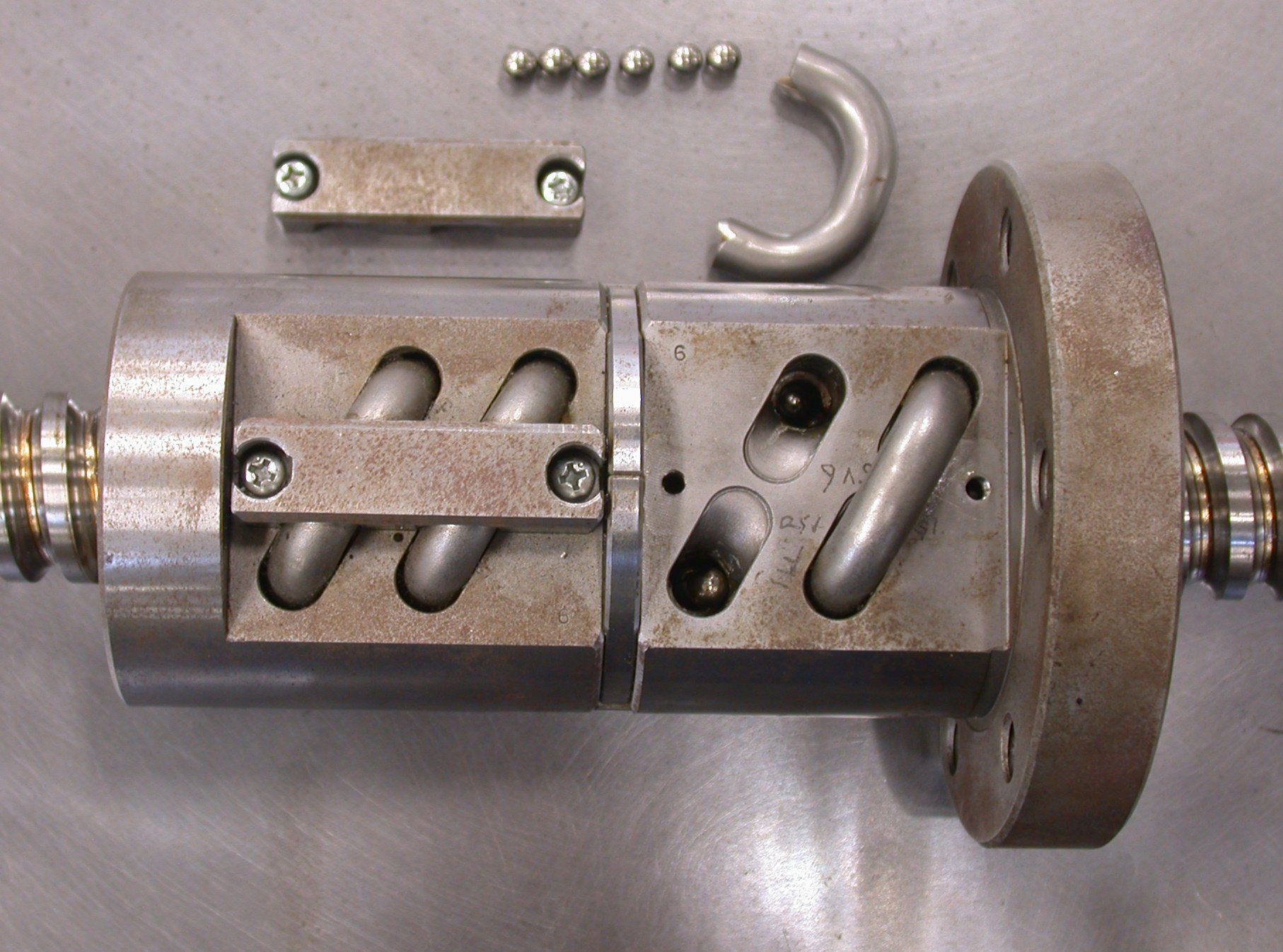
L'écrou et la vis à billes sont, pour l'hélicoïdale, l'équivalent du roulement.
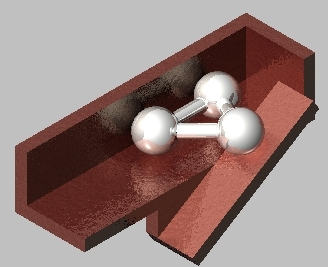
5 ponctuelles = hélicoïdale
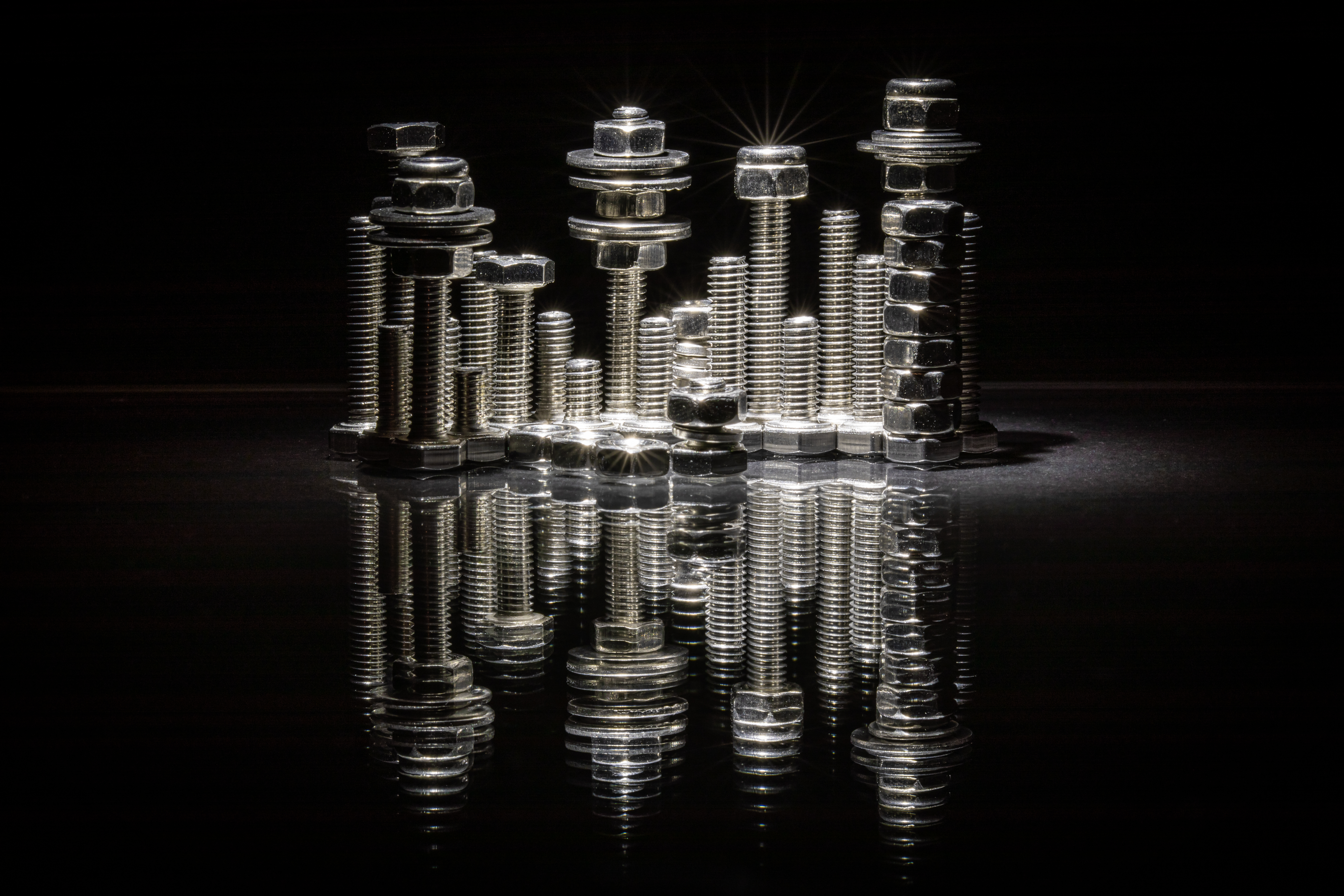
Pièces de liaison par vis et écrou.

| Hélicoïdale d'axe (A,X) et de pas p |  |  |  | Liaisons : x = u·θx Ty = 0 Tz = 0 Ry = 0 Rz = 0 | Libertés : {\displaystyle {\begin{pmatrix}u.\theta _{x}\\0\\0\\\theta _{x}\\0\\0\end{pmatrix}}} |

### Liaison cylindre/plan
Cette liaison est obtenue lorsqu'elle présente un ensemble de points de contact alignés dont les normales sont toutes dans un même plan. Idéalement elle est l'association de 2 ponctuelles.
Elle présente 2 degrés de liaison : la translation perpendiculaire au plan tangent (soit suivant la direction des normales) et toute rotation d'axe perpendiculaire au plan des normales de contact.
Cette liaison, malgré sa simplicité, est sans doute la plus tridimensionnelle de toutes, son comportement étant différent dans les 3 directions de l'espace. Sa définition complète doit donc préciser le plan contenant direction de la ligne des points de contact et celle commune des normales de contact.
De même que pour le contact ponctuel, le contact suivant une ligne (d'épaisseur nulle) est improbable. Il y a déformation sous la pression. On pourra assimiler une surface rectangulaire peu large à une ligne de contact : un rouleau sur son support ou une plaque posée sur chant mince, sont des cas de liaison linéaire rectiligne.
Dans ce cas aussi, on aboutit le plus souvent à une liaison réelle unilatérale. Un pion ajusté et coulissant dans une rainure oblongue constitue cependant une solution bilatérale. Les deux lignes de contact sont parallèles et dans un plan contenant aussi l'ensemble des normales de contact.

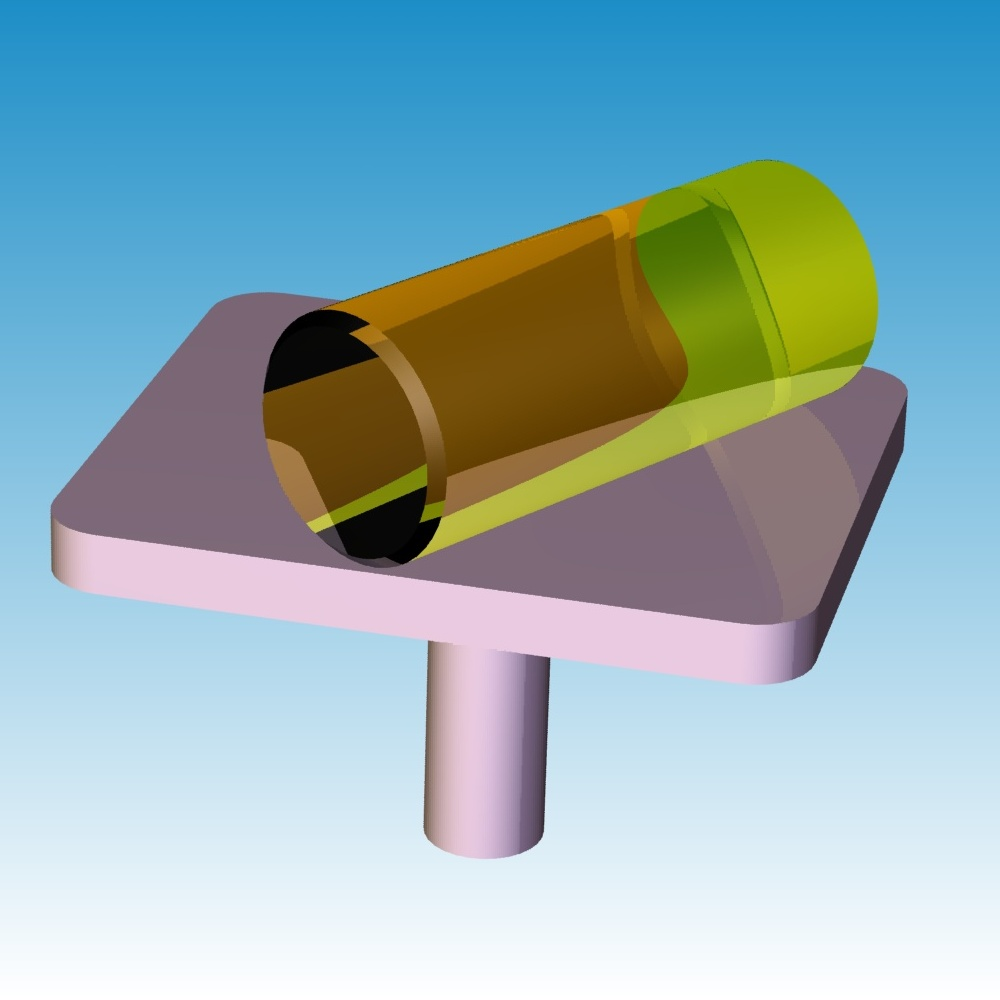
Liaison linéaire rectiligne par cylindre posé sur un plan
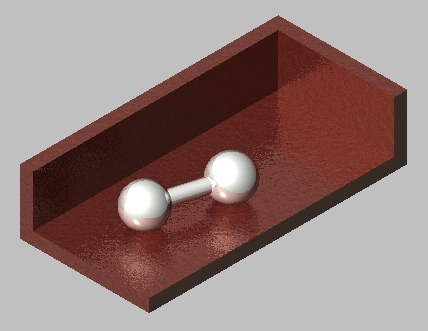
2 ponctuelles = rectiligne
Dans un engrenage droit[note 2], la liaison entre deux roues peut être modélisée par une linéaire rectiligne si l'épaisseur des pignons n'est pas négligeable.
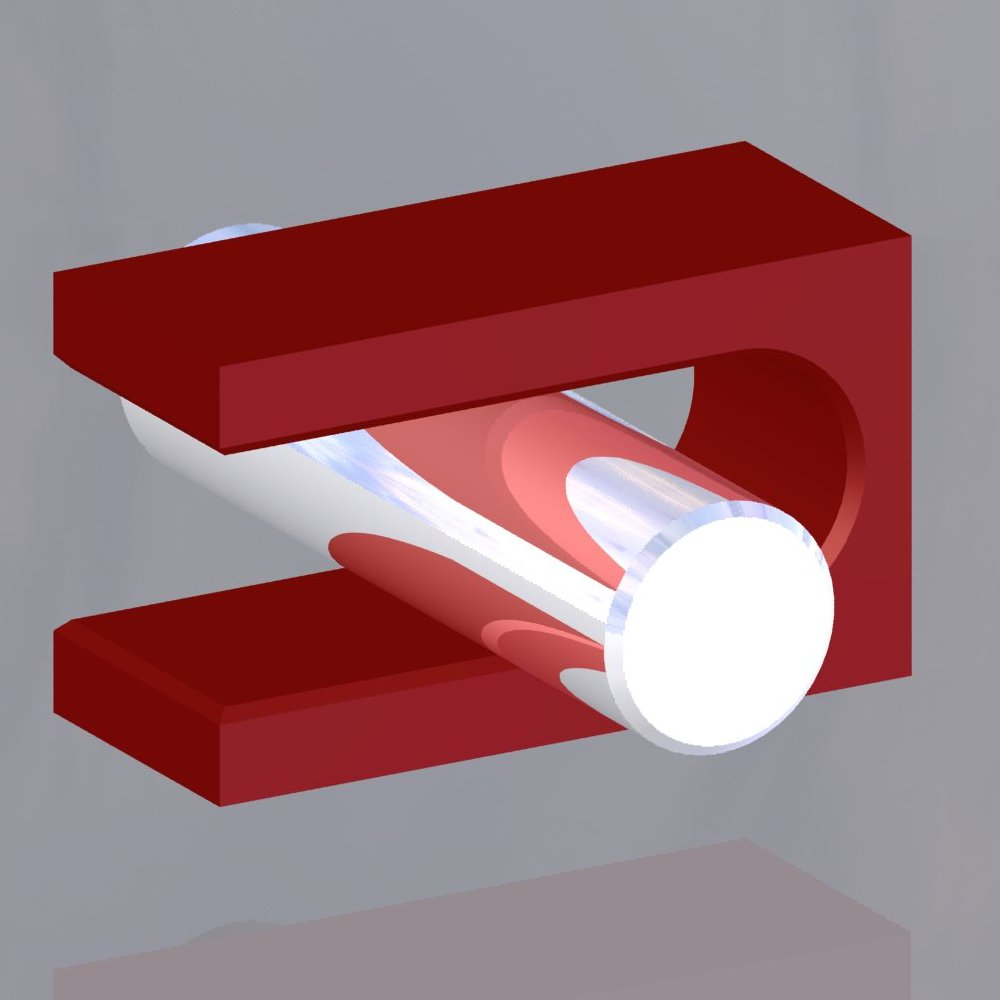
Solution bilatérale.

| Linéaire rectiligne d'axe (A,x) et de normale Z |  |  |  | Liaisons : Tz = Z Ry = M | Libertés : Tx, Ty Rx, Rz |

Lorsque deux pièces sont liées par une rectiligne, il existe deux points fixes d'une des pièces qui coïncident avec une surface fixe de l'autre.

## Liaisons à centre

### Liaison sphérique à doigt
La liaison sphérique à doigt dispose de 4 degrés de liaisons. Elle lie les 3 translations et une rotation, laissant libres les 2 autres rotations.
Comme son nom l'indique, il s'agit d'une rotule dotée d'un doigt faisant obstacle à une rotation. Elle apparaît sous cette forme, uniquement en tant que guidage, comme pour les des leviers de commande de boîte de vitesses ou de manette de jeu vidéo, où la rotation autour de l'axe du manche est bloquée.
On la trouve plus couramment — avec pièce interposée — dans le joint de cardan. Elle constitue alors un organe technologique de transmission mécanique.
La définition de cette liaison doit préciser son centre, comme pour la rotule, et la direction de la rotation interdite, qui peut évoluer pendant le fonctionnement du mécanisme.

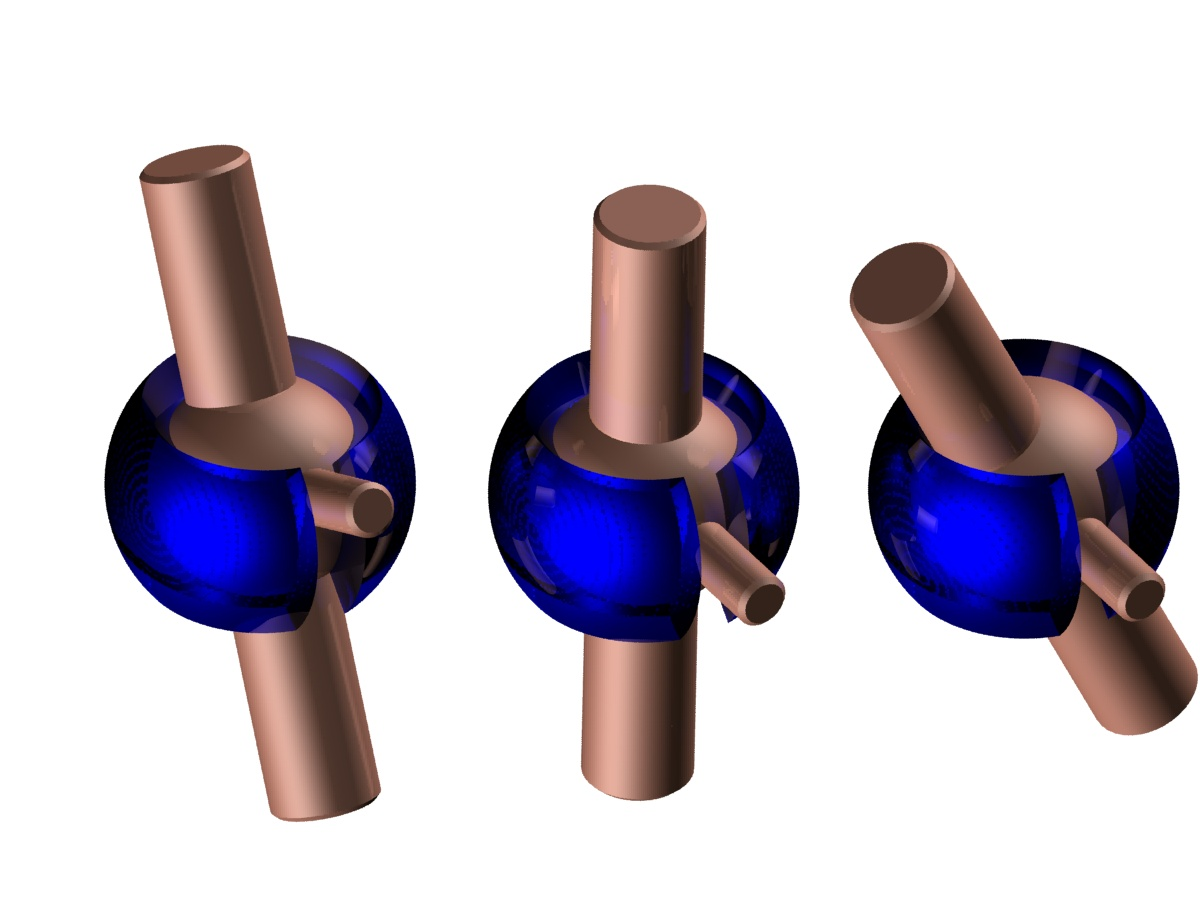
Mouvements relatifs dans une rotule à doigt
Dans un joint de Cardan, le croisillon (en vert) met les deux arbres (en rouge) en situation équivalente à une liaison directe par rotule à doigt.
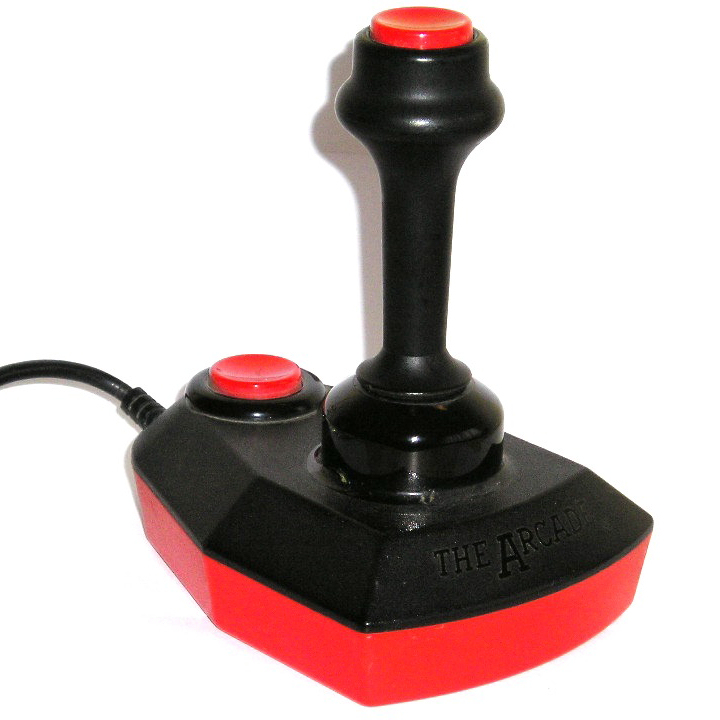
Le manche d'une manette de jeu est lié au socle par une rotule à doigt.
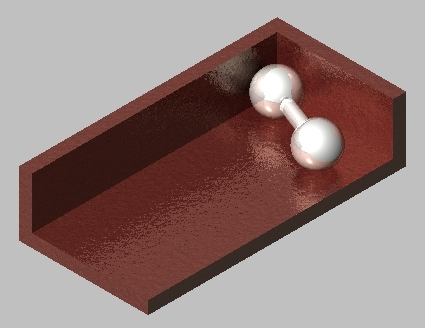
4 ponctuelles = rotule à doigt

| Rotule à doigt de centre A et de rotation Z bloquée |  | pas de représentation | Liaisons : Tx = 0 Ty = 0 Tz = 0 Rz = 0 | Libertés : Rx, Ry |

### Liaison sphérique ou sphère/sphère
La liaison sphérique (parfois appelée abusivement liaison rotule qui est un vocabulaire désignant le composant) s'identifie facilement par ses degrés de libertés : elle lie complètement deux pièces en translation mais les laisse libres en rotation. Elle comporte donc 3 degrés de liaison (les 3 translations) et 3 degrés de liberté (les 3 rotations).
Elle est l'association de ponctuelles non coplanaires dont les normales concourent en un même point qui constitue le centre de cette liaison. Le cas le plus simple est celui de deux sphères mâle et femelle. La définition de cette liaison doit préciser la position de son centre. Aucune direction n'est privilégiée du point de vue du comportement.
En pratique, une des directions de rotation au moins est limitée par la présence d'ancrages mécaniques.
On trouve cette liaison dans les attelages de caravane qui assurent un découplage en roulis, tangage et lacet. Dans ce cas particulier, les deux premières rotations sont limitées par l'attelage ; la troisième l'est par obstacle de la remorque sur le véhicule tracteur.
On les trouve à l'extrémité des biellettes, pour leur permettre de grandes angulations, ou des barres pour les protéger des charges en flexion ou en torsion. Des fabricants proposent des éléments standard qui s'interposent facilement.
Certains roulements rigides à une rangée de billes constituent également une liaison rotule. De ce fait, il faut toujours deux roulements pour réaliser une liaison pivot.

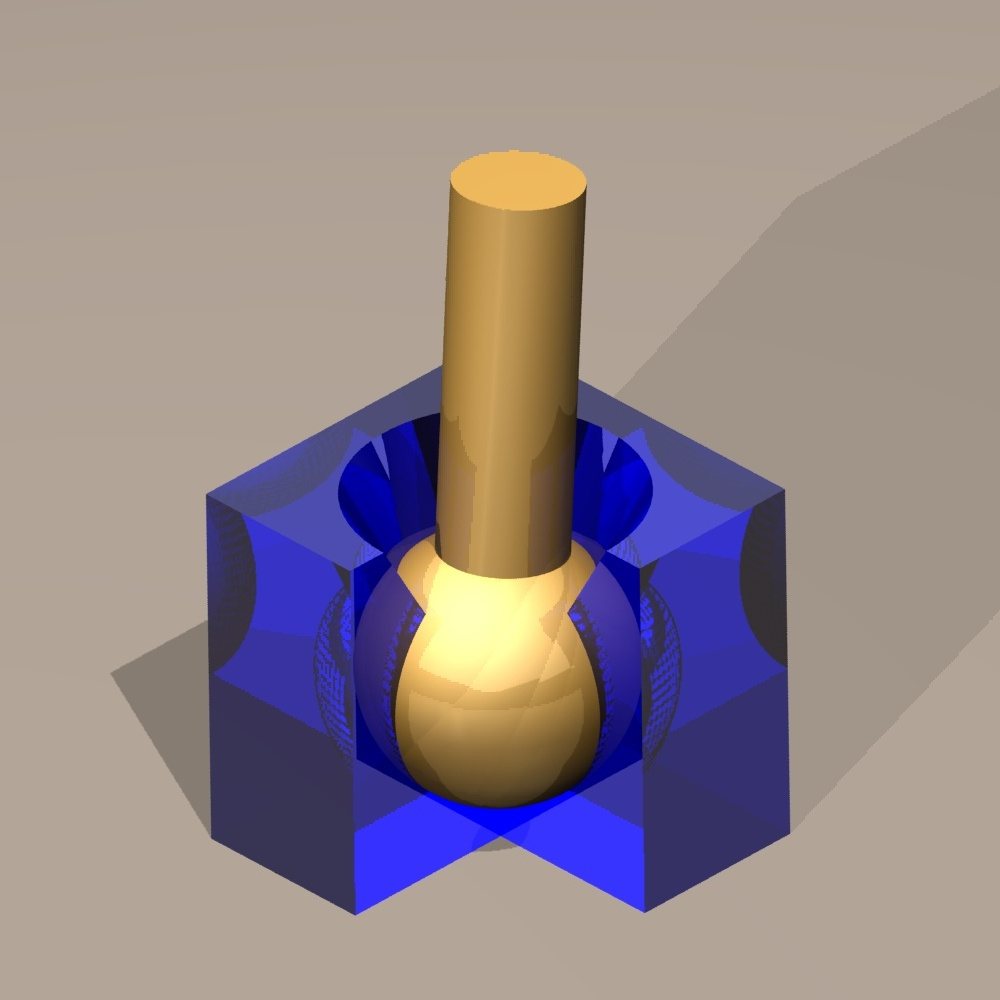
La liaison sphérique
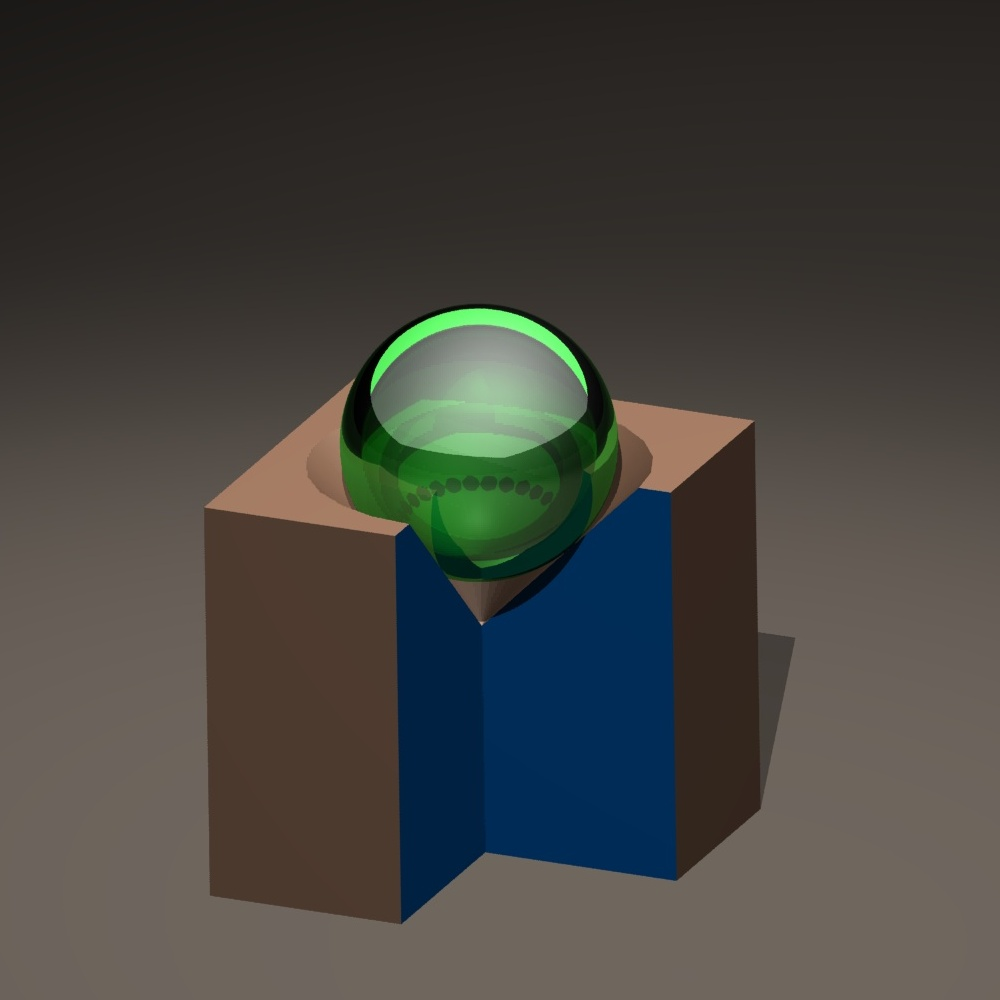
Association cône/sphère. L'ensemble des points de contact est un cercle mais les normales ne sont pas coplanaires.
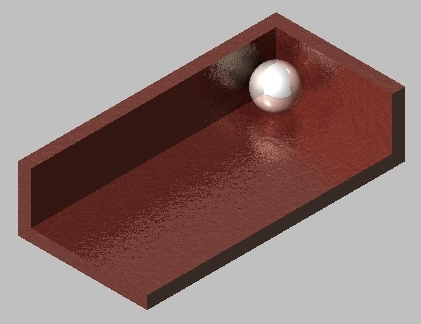
3 ponctuelles = rotule
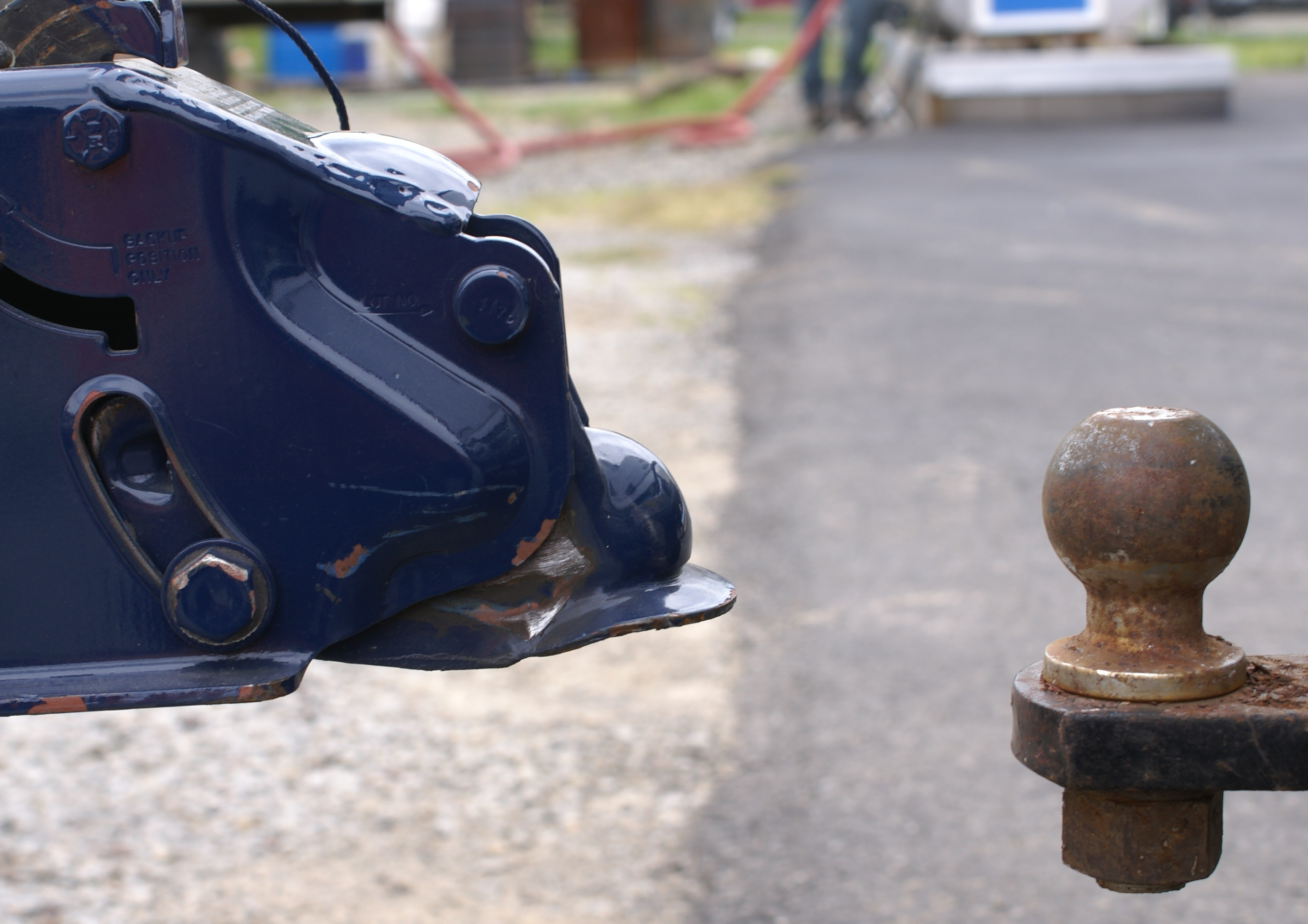
Un attelage de caravane ou de remorque légère est modélisable par une liaison rotule.
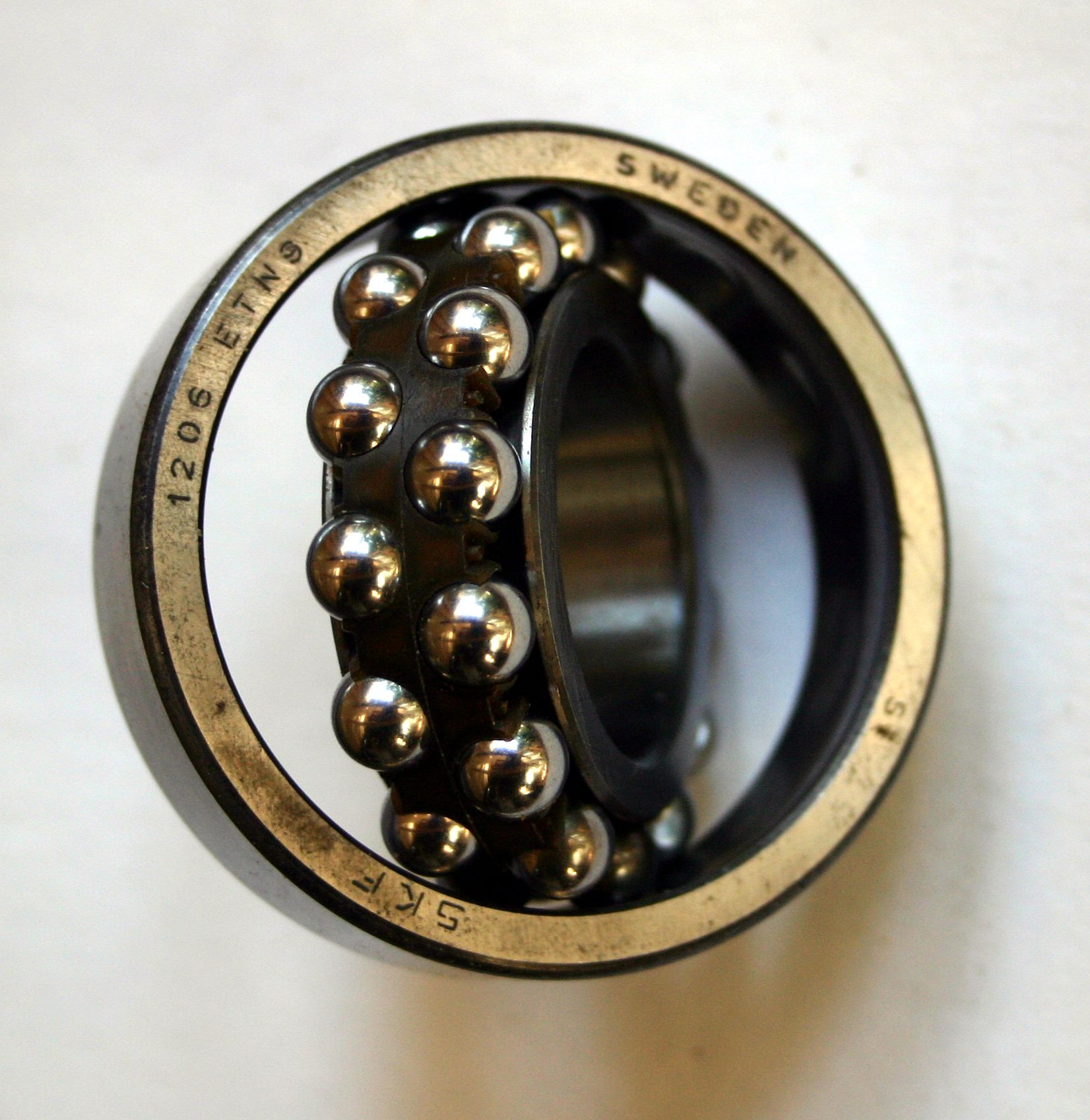
Roulement auto-alignant à deux rangées de billes, à rotule dans la bague extérieure
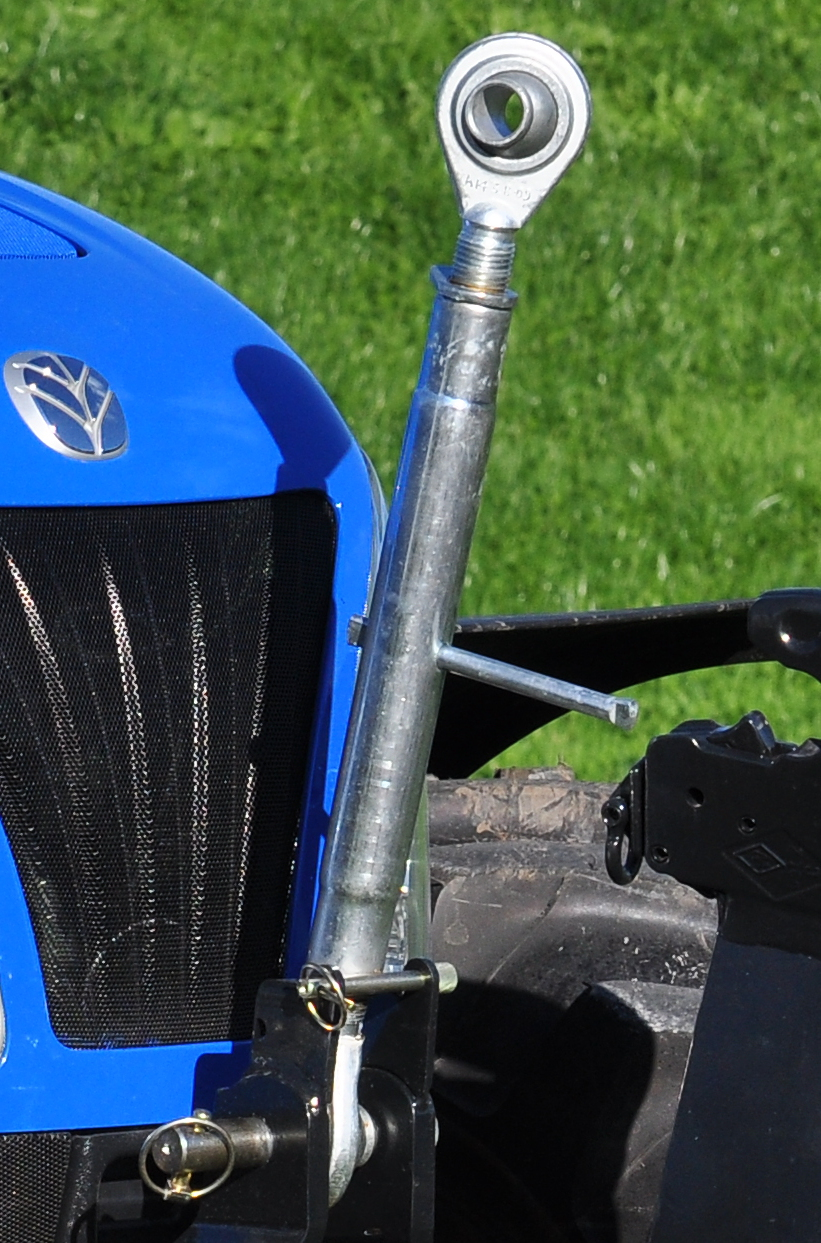
Bielle à tête rotulée
Schéma d'une tête rotulée

| Sphérique de centre A |  |  | Liaisons : Tx = 0 Ty = 0 Tz = 0 | Libertés : Rx, Ry, Rz |

Il n'existe qu'une seule vue de représentation schématique, dans la mesure où aucune direction ne se distingue.
Lorsque deux pièces sont liées par une rotule, il existe un point fixe d'une pièce coïncidant avec un point fixe de l'autre. Ce point est le centre de la liaison.
L'articulation du genou n'est pas à  proprement parler une rotule mécanique.

### Liaison sphère/cylindre
La liaison sphère/cylindre (parfois appelée abusivement liaison linéaire annulaire qui est un vocabulaire désignant le contact)  est obtenue lorsque le contact est réparti suivant un ensemble de points coplanaires et dont les normales de contact concourent. Cet ensemble est un cercle si on dispose une sphère dans un cylindre de même diamètre. Alors les normales de contact se rencontrent au centre de la sphère qui se confond avec le cercle des points de contact.
Cette liaison s'oppose aux deux translations transversales (radiales par rapport au cylindre de l'exemple). Tous les autres mouvements sont libres. La définition complète de cette liaison doit préciser la position du centre et la direction de la ligne suivie par ce centre. Dans certains cas, cette direction peut être variable, comme sur l'exemple ci-dessous où la goulotte contenant la bille change de direction. D'où l'importance de la considération d'un repère local.
On obtient un équivalent en disposant deux ponctuelles aux normales concourantes, par exemple une même sphère en contact sur deux plans solidaires et sécants.
En pratique, un jeu est nécessaire pour permettre l'assemblage de deux pièces. Dans le cas représenté d’une barre traversant une plaque, ce jeu autorise un débattement sensible, donc n'offre aucune résistance dans ces directions : la modélisation par une liaison annulaire est admise. On parle alors de centrage court. On admet ce modèle lorsque la longueur de l'assemblage (partie cylindrique commune) est très petite devant le diamètre ajusté. C’est ainsi la configuration obtenue au début de la pose d’un couvercle d’une casserole quand il se centre sur le bord intérieur de la casserole et qu'il peut encore pivoter dans tous les sens.

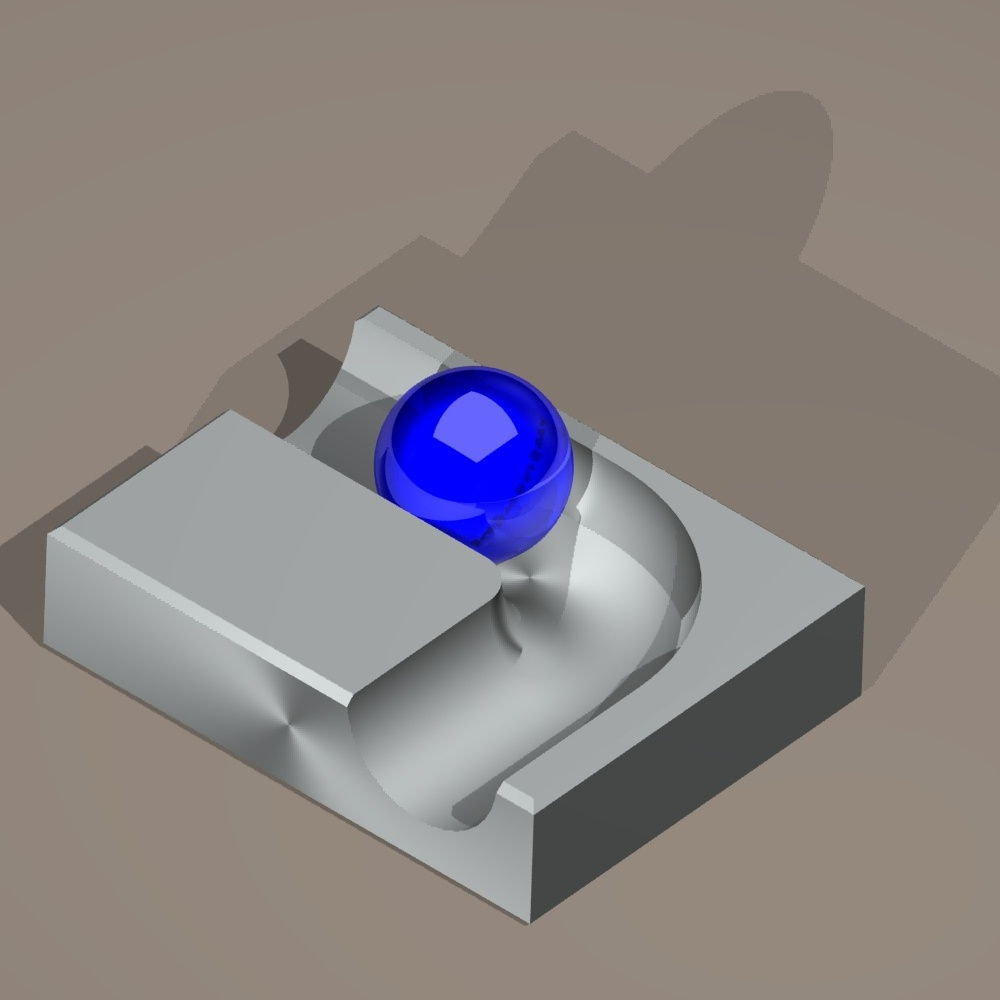
Une sphère dans un cylindre (non rectiligne) : cet exemple justifie le nom gouttière parfois attribué à ce cas.
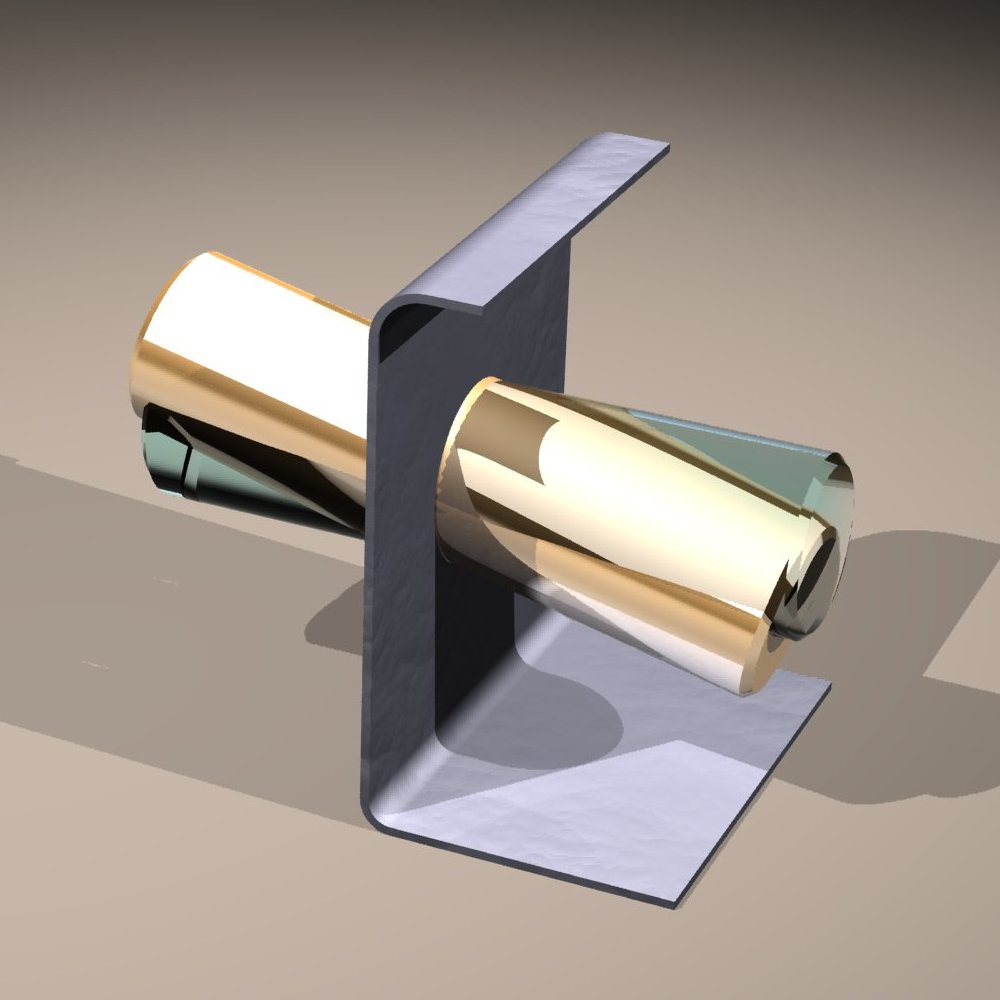
Assemblage avec 1 mm de jeu d'une barre de diamètre 40 traversant une tôle de 2 mm.
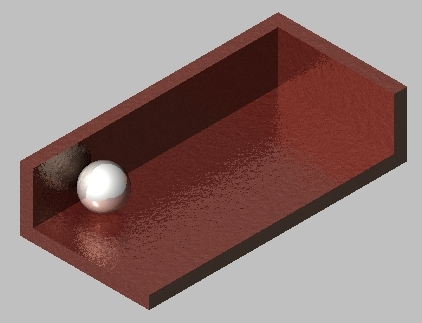
2 ponctuelles = annulaire

| Sphère cylindre de centre A et de direction Z |  |  |  | Liaisons : Ty = 0 Tx = 0 | Libertés : Tz Rx, Ry, Rz |

Lorsque deux pièces sont liées par une annulaire, il existe un point fixe d'une des pièces coïncident avec une courbe fixe de l'autre. On appelle aussi cette liaison : point sur courbe.

### Liaison sphère/plan
La liaison sphère/plan (parfois abusivement appelée liaison ponctuelle, qui est un vocabulaire désignant le contact) interdit le rapprochement des deux corps, et autorise la transmission d'une force dans la direction normale (perpendiculaire) au plan tangent commun aux deux surfaces en contact. On définit ainsi son seul degré de liaison.
On pourrait représenter toutes les autres liaisons normalisées uniquement à l'aide de la liaison ponctuelle (elle a un rôle comparable aux portes « NAND » et « NOR » en logique).
La translation perpendiculaire au plan tangent du contact est contrainte. Les glissements dans le plan tangent et les rotations sont libres. De ce fait, la normale de contact constitue l'axe principal de la liaison. La définition d'une liaison ponctuelle doit préciser la localisation du point de contact et la direction de sa normale.
En réalité, une liaison n'est jamais strictement ponctuelle. En effet la pression au point de contact serait infinie, conduisant les solides à se déformer et la zone de contact à s’élargir. Mais tant que cette surface reste très petite devant les dimensions de l'objet, il est raisonnable de considérer que la liaison est ponctuelle (d'un point de vue macroscopique). Ainsi l'appui d'un pied de chaise peut être modélisé par une liaison ponctuelle.

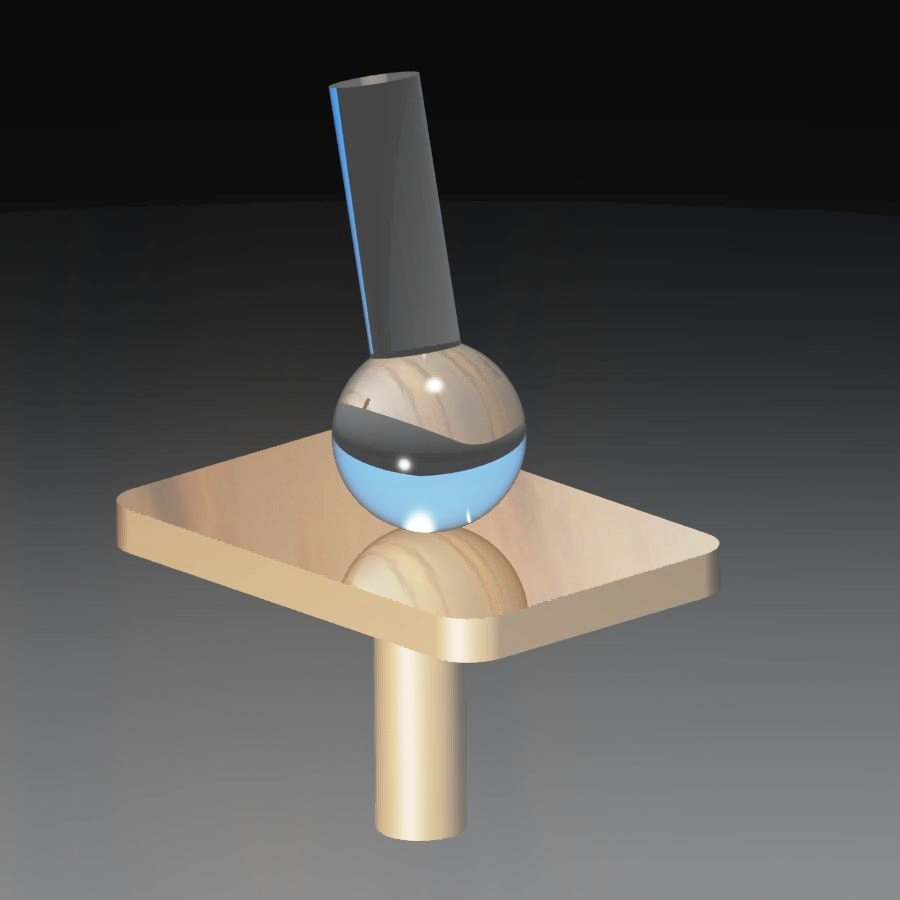
Cas théorique d'une ponctuelle en associant une sphère et un plan
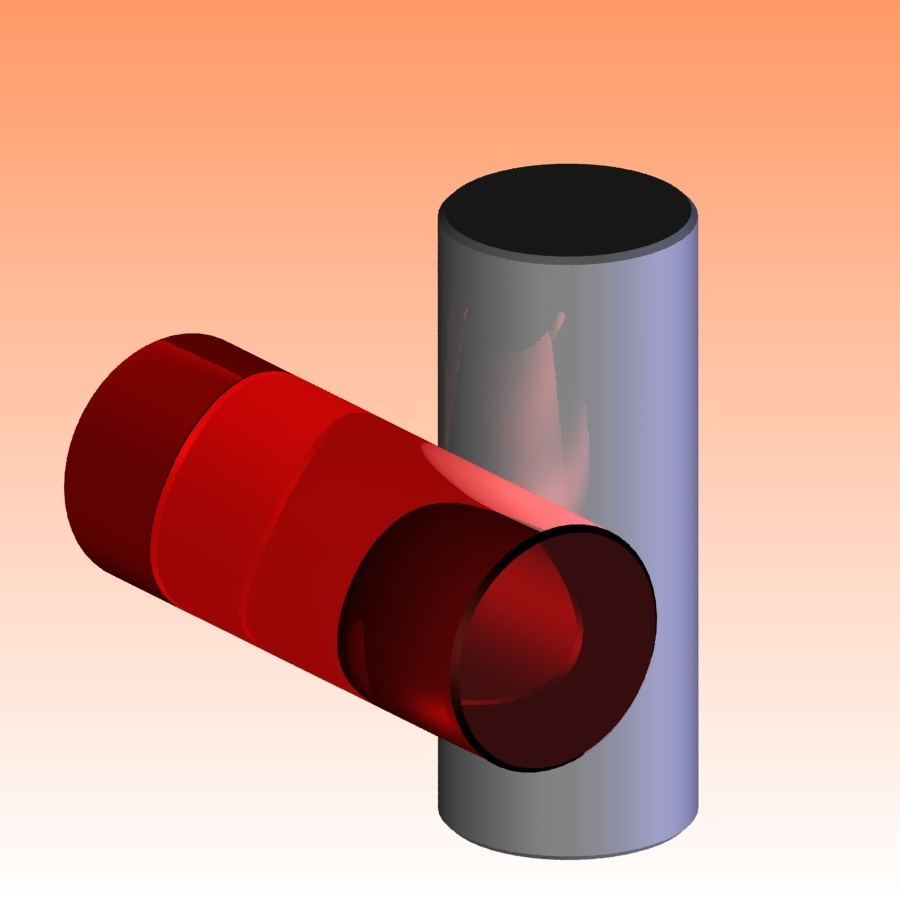
Autre cas simple d'une ponctuelle
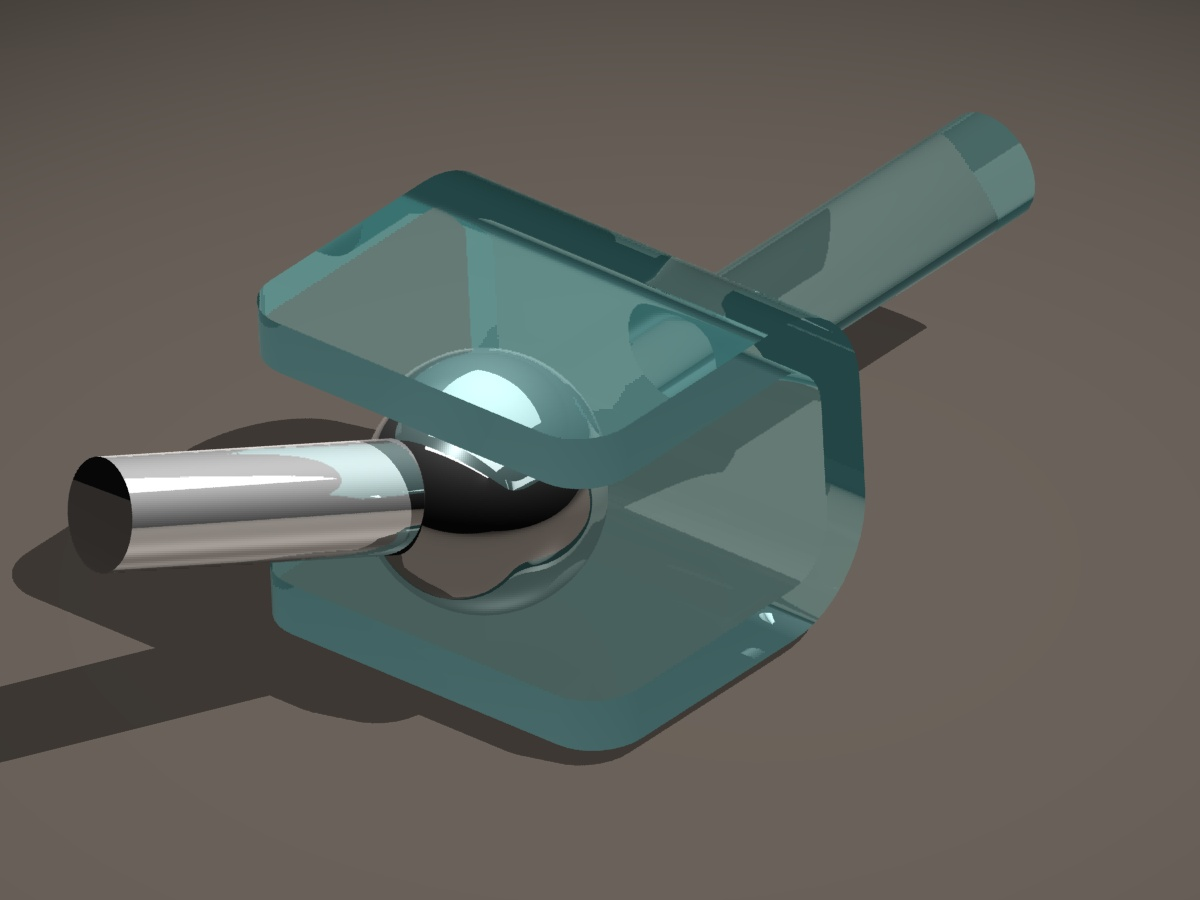
Solution bilatérale
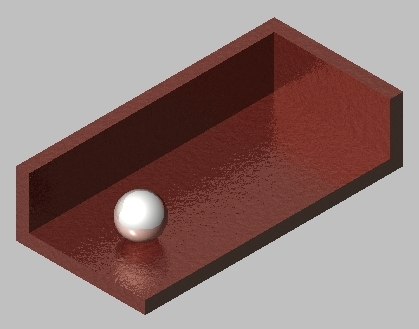
1 ponctuelle = ponctuelle

Sur les deux premiers exemples proposés, la liaison est dite unilatérale : en effet, si un tel contact interdit le rapprochement des corps, il ne s'oppose pas à leur écartement. En règle générale, la modélisation mathématique d'une liaison considère un comportement bilatéral. Si cette propriété est nécessaire pour un mécanisme réel, cela ne peut s'obtenir que par l'association d'une autre ponctuelle de même normale mais de sens opposé (par exemple une sphère prise en sandwich entre deux plans solidaires et diamétralement opposés). Cette propriété est parfois plus importante sur d'autres liaisons comme l'appui la glissière ou le pivot glissant.
| Sphère/plan de centre A et de normale Z |  | non normalisée |  | Liaisons : Tz = 0 | Libertés : Tx, Ty Rx, Ry, Rz |

C’est la liaison génératrice de toutes les autres, puisqu’une liaison peut toujours être décrite par plusieurs liaisons ponctuelles, qu'il s'agisse d'un ensemble discret ou continu de points. Dès lors qu'une association de points de contact dispose des mêmes particularités géométriques, elle constitue une seule et même liaison mécanique.
Lorsque deux pièces sont liées par une ponctuelle, il existe un point fixe d'une des pièces coïncidant avec une surface fixe de l'autre. Il ne s'agit pas forcément du point de contact ou des surfaces en contact. Dans le cas d'une sphère en contact sur un cylindre, ce point est le centre de la sphère et la surface un cylindre coaxial de rayon égal à la somme des rayons des deux surfaces de contact.

## Autre

### La liaison complète ou encastrement
C'est le cas de deux pièces complètement solidaires. Cette liaison est parfois appelée encastrement. Elle ne présente en théorie aucune direction particulière.
Sur le plan cinématique elle est sans intérêt puisque les pièces sont sans mouvement relatif possible. Cependant sur le plan technologique elle pose de vrais problèmes.
Son identification est toutefois fondamentale dans la modélisation cinématique des mécanismes puisqu'elle permet la définition des « classes d'équivalence ».
Cette liaison n'a pas de représentation définie. Le raccordement de deux lignes d'un schéma suffit à l'identifier. Lorsque le doute est possible, on peut la représenter par un secteur angulaire plein (symbole identique à une soudure d'angle en dessin technique).
Par contre sur certains schémas technologiques (non normalisés), il existe des représentations dont le souci premier est de montrer l'existence de pièces distinctes (première approche de conception). Dans ce cas son dimensionnement peut être motivé par un comportement différent suivant les directions concernées.
Sa réalisation peut reposer sur le complément d'une liaison pivot avec une liaison ponctuelle (arrêt axial) (liaison entre arbre et moyeu), ou d'un appui plan plus centrage court (cas des couvercles).

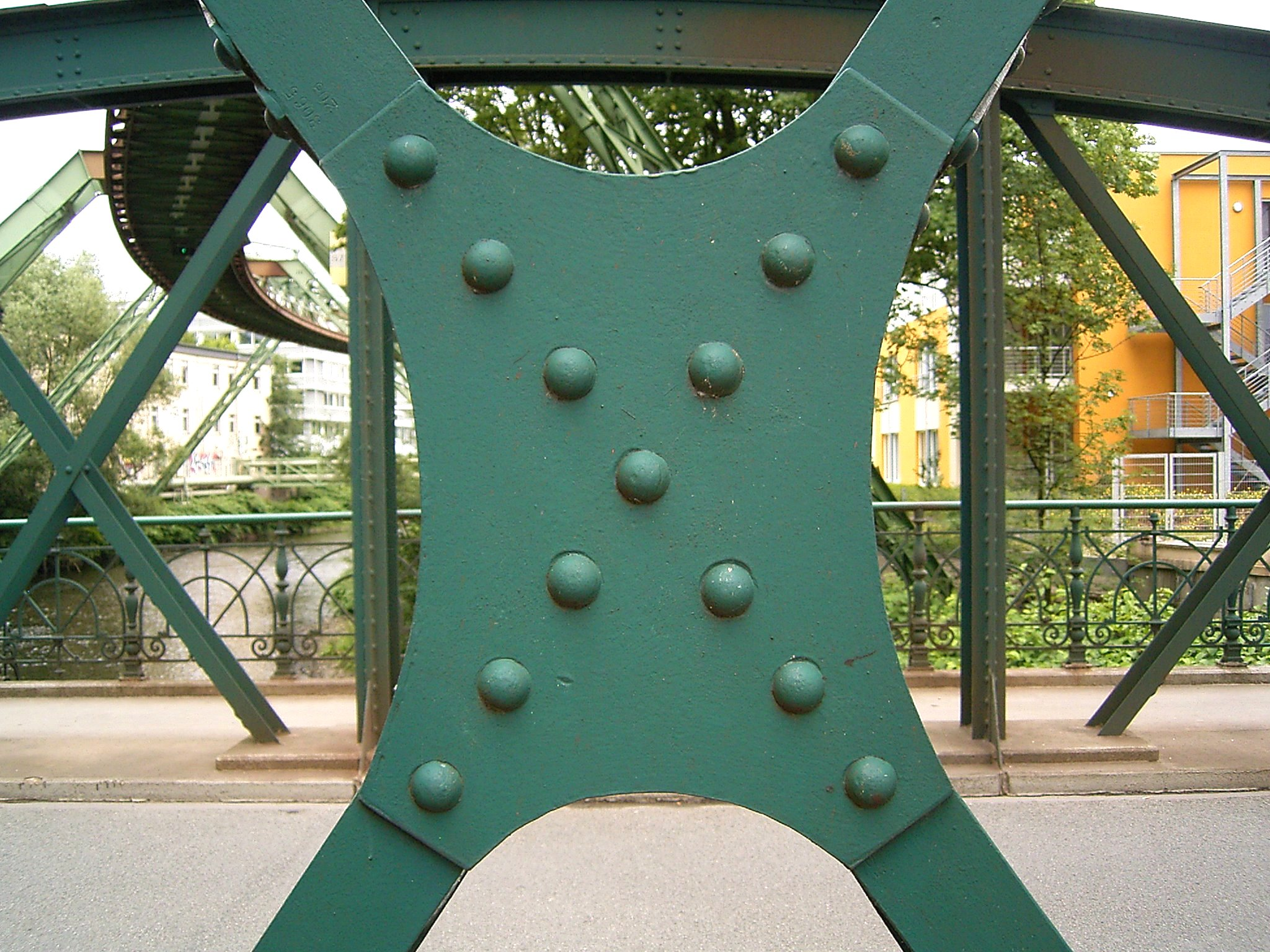
Assemblage riveté
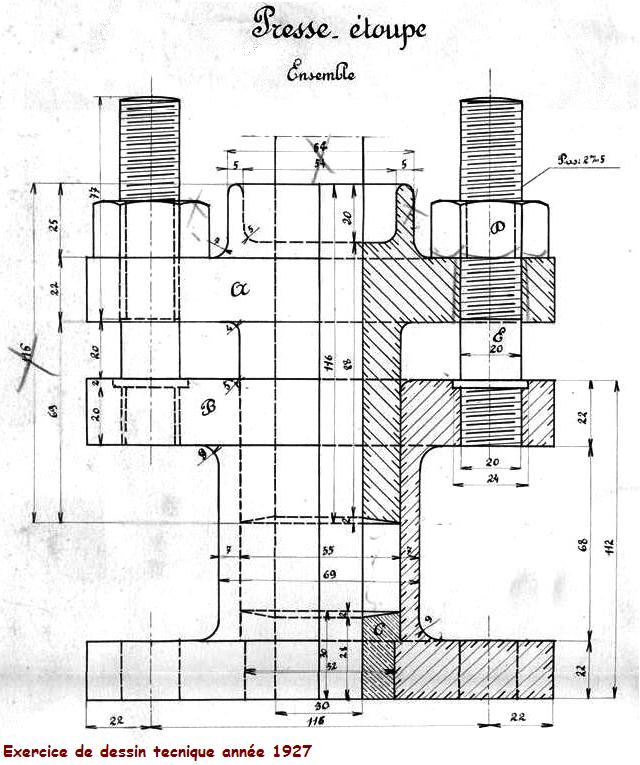
Assemblage par boulons
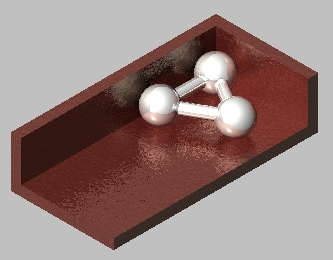
6 ponctuelles = encastrement

### La liaison libre

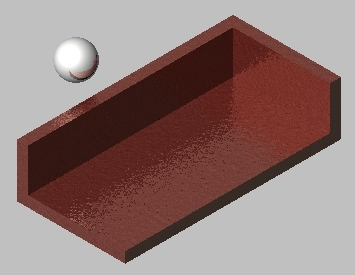
0 point de contact= liaison nulle

L'absence de contact ne contraint aucun mouvement entre deux pièces. Si sur le plan cinématique sa considération est sans intérêt, dans l'étude d'un mécanisme elle est implicitement prise en compte montrant qu'entre deux pièces données rien de plus ne vient perturber le comportement imposé par l'ensemble des autres liaisons. Un logiciel de calcul, pourra considérer une liaison nulle pièce i / pièce j n'apportant ni inconnue ni équation, mais assurant que la combinaison i / j n'a pas été oubliée. C'est une liaison à l'image de la liaison d'un avion en vol par rapport à la Terre.

## Les liaisons simples et liaisons composées

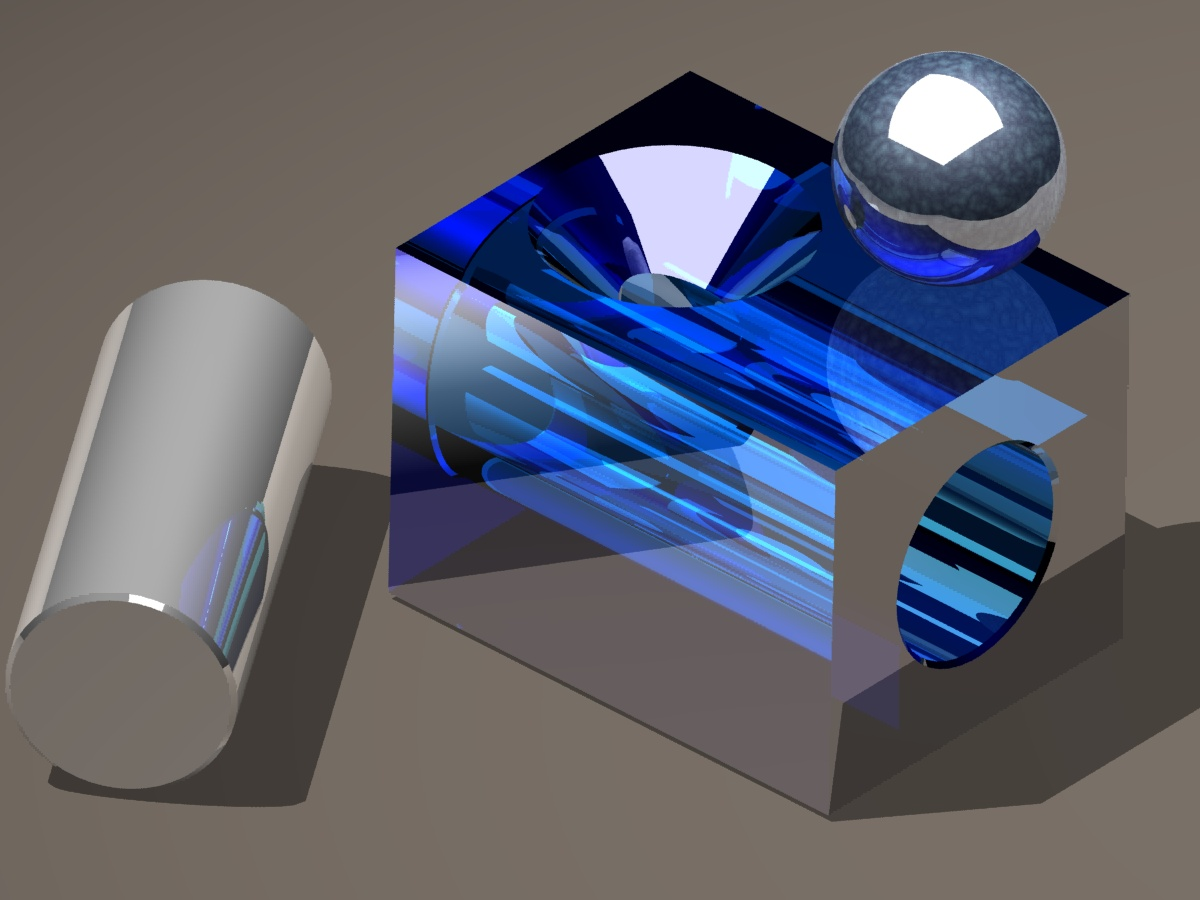
Exemples de pièces présentant des surfaces simples : plans, cylindres plein ou creux, sphère et cône, éventuellement en contact.

Une liaison mécanique simple, est une liaison obtenue par un contact entre une surface simple unique d'une pièce avec celle, simple et aussi unique d'une autre pièce. En se limitant au cas des plans, cylindre et sphères, on obtient l'ensemble des cas ci-dessous.
Les liaisons composées ne peuvent être obtenues qu’à partir d’association de surfaces multiples. De ce fait, il est possible de les modéliser par assemblage de liaisons simples. Le concepteur a souvent recours à ce concept pour définir les pièces participant à une liaison.
On pourrait donc limiter la liste des liaisons élémentaires mais cela n’est pas justifié dans la pratique dans la mesure où pivot, glissière et hélicoïdale sont incontestablement les liaisons les plus employées dans les systèmes et font donc partie des liaisons mécaniques élémentaires de premier plan.

## Modélisation mathématique des liaisons mécaniques élémentaires
À chacun des cas décrits ci-dessus correspondent des outils mathématiques exploitables pour la résolution des problèmes de mécanique. On distingue principalement deux types d'étude :
1. L'étude des mouvements : en cinématique la définition d'une liaison nous renseigne sur les mouvements admissibles entre deux pièces. Elle fournit alors autant d'équations de mouvement que de degrés de liberté dans la liaison ;
2. L'étude des efforts : en statique, la définition d'une liaison nous renseigne sur la direction des efforts transmissibles dans la liaison. Chaque degré de liaison est alors associé à une inconnue d'effort (force ou moment).

Dans les deux cas, la formalisation mathématique possible est le torseur. Cet outil est celui utilisé dans les logiciels de mécanique du solide y compris à l'échelle de l'atome.
Les liaisons restent supposées parfaites, sans jeu, ni frottement, permanentes (c'est-à-dire bilatérales et sans restriction géométrique).

### Cinématique
Le mouvement relatif admissible entre deux pièces i et j liées est représenté par un torseur, dont les éléments de réduction sont exprimables en un point A et une base locale (x,y,z), choisis en fonction des références centrées de la liaison considérée :
{\displaystyle {\vec {V}}_{i/j}={\mathcal {V}}(i/j)={\begin{matrix}\\\\_{A}\\\end{matrix}}{\begin{Bmatrix}\omega _{x,i/j}&v_{x,A,i/j}\\\omega _{y,i/j}&v_{y,A,i/j}\\\omega _{z,i/j}&v_{z,A,i/j}\\\end{Bmatrix}}_{({\vec {x}},{\vec {y}},{\vec {z}})}}
Pour une liaison définie, chaque degré de liberté supprimé annule une composante de la matrice des composantes des éléments de réductions du torseur. Les termes non nuls sont indépendants et représentent les mouvements cinématiquement admissibles dans la liaison.
L'étude globale du mécanisme nécessite ensuite, éventuellement un changement de repère pour le déroulement des calculs. La forme du torseur subit alors une modification et ne laisse plus reconnaître la liaison. Sous son nouvel aspect, il n'y a plus indépendance des composantes.
Et c'est bien dans la base locale et en un point convenablement choisis que les éléments de réductions ci-dessus sont valables.

### Statique et dynamique
Les actions mécaniques transmissibles dans une liaison entre deux pièces i et j sont modélisables par le torseur statique de la liaison, dont les éléments de réduction (force résultante et moment) sont exprimables en un point A et une base locale (x,y,z) choisis en fonction des références centrées de la liaison considérée.
On utilise également fréquemment la notation suivante pour écrire l'action transmissible de i sur j :
{\displaystyle {\vec {M}}_{i\rightarrow j}={\mathcal {F}}(i\rightarrow j)={\begin{matrix}\\\\_{\mathrm {A} }\\\end{matrix}}{\begin{Bmatrix}\mathrm {X_{i\rightarrow j}} &\mathrm {L_{A,i\rightarrow j}} \\\mathrm {Y_{i\rightarrow j}} &\mathrm {M_{A,i\rightarrow j}} \\\mathrm {Z_{i\rightarrow j}} &\mathrm {N_{A,i\rightarrow j}} \\\end{Bmatrix}}_{({\vec {x}},{\vec {y}},{\vec {z}})}{\text{.}}}
Lorsque la liaison supprime un degré de liberté, elle autorise la transmission d'un effort dans cette direction. À l'inverse, si un mouvement relatif est possible, il ne peut pas y avoir transmission d'effort. La composante correspondant de l'élément de réduction du torseur est nulle. Les termes non nuls sont indépendants et représentent les efforts transmissibles par la liaison.
Comme pour le torseur cinématique, l'étude globale du mécanisme nécessite éventuellement un changement de repère. La forme du torseur peut alors être modifiée.

### Tableau des liaisons parfaites
Le tableau ci-dessous présente les composantes des éléments de réduction des torseurs en un point particulier M dépendant du cas étudié (à choisir suivant les particularités des normales de contact).
On fera attention au cas du torseur cinématique, où le vecteur taux de rotation est situé à gauche ; en effet il constitue la résultante du torseur cinématique (la rotation étant la même pour tous les points d'une pièce), et la vitesse le moment (différent en chaque point).
La connaissance de la liaison considérée élimine certaines inconnues qui prennent une valeur nulle. Pour les autres, c'est l'application de théorèmes issus des lois de la mécanique et apportant des équations qui imposera la valeur définitive.
| Liaisons                                    | Domaine de validité de la forme du torseur     | Torseur cinématique | Torseur des actions mécaniques |
| Sphère-plan de centre C et de normale Z     | En tout point de la normale de contact, dont C | {\displaystyle {\begin{matrix}\\\\_{\mathrm {M} }\\\end{matrix}}{\begin{Bmatrix}\omega _{x}&v_{x}\\\omega _{y}&v_{y}\\\omega _{z}&0\\\end{Bmatrix}}_{i/j}} | {\displaystyle {\begin{matrix}\\\\_{\mathrm {M} }\\\end{matrix}}{\begin{Bmatrix}0&0\\0&0\\\mathrm {Z} &0\\\end{Bmatrix}}}                                                               |
| Cylindre-plan d'axe (A, x) et de normale Z  | En tout point du plan (A, y,z ), dont A        | {\displaystyle {\begin{matrix}\\\\_{\mathrm {M} }\\\end{matrix}}{\begin{Bmatrix}\omega _{x}&v_{x}\\0&v_{y}\\\omega _{z}&0\\\end{Bmatrix}}}                 | {\displaystyle {\begin{matrix}\\\\_{\mathrm {M} }\\\end{matrix}}{\begin{Bmatrix}0&0\\0&\mathrm {M} \\\mathrm {Z} &0\\\end{Bmatrix}}}                                                    |
| Sphère-cylindre de centre C et d'axe (C, x) | Au centre de la liaison                        | {\displaystyle {\begin{matrix}\\\\_{\mathrm {A} }\\\end{matrix}}{\begin{Bmatrix}\omega _{x}&v_{x}\\\omega _{y}&0\\\omega _{z}&0\\\end{Bmatrix}}_{i/j}}     | {\displaystyle {\begin{matrix}\\\\_{\mathrm {A} }\\\end{matrix}}{\begin{Bmatrix}0&0\\\mathrm {Y} &0\\\mathrm {Z} &0\\\end{Bmatrix}}}                                                    |
| Sphérique de centre A                       | Au centre de la liaison                        | {\displaystyle {\begin{matrix}\\\\_{\mathrm {A} }\\\end{matrix}}{\begin{Bmatrix}\omega _{x}&0\\\omega _{y}&0\\\omega _{z}&0\\\end{Bmatrix}}_{i/j}}         | {\displaystyle {\begin{matrix}\\\\_{\mathrm {A} }\\\end{matrix}}{\begin{Bmatrix}\mathrm {X} &0\\\mathrm {Y} &0\\\mathrm {Z} &0\\\end{Bmatrix}}}                                         |
| Pivot-glissant d'axe (A, x)                 | En tout point de l'axe, dont A                 | {\displaystyle {\begin{matrix}\\\\_{\mathrm {M} }\\\end{matrix}}{\begin{Bmatrix}\omega _{x}&v_{x}\\0&0\\0&0\\\end{Bmatrix}}_{i/j}}                         | {\displaystyle {\begin{matrix}\\\\_{\mathrm {M} }\\\end{matrix}}{\begin{Bmatrix}0&0\\\mathrm {Y} &\mathrm {M} \\\mathrm {Z} &\mathrm {N} \\\end{Bmatrix}}}                              |
| Plane et de normale Z                       | En tout point de l'espace                      | {\displaystyle {\begin{matrix}\\\\_{\mathrm {M} }\\\end{matrix}}{\begin{Bmatrix}0&v_{x}\\0&v_{y}\\\omega _{z}&0\\\end{Bmatrix}}_{i/j}}                     | {\displaystyle {\begin{matrix}\\\\_{\mathrm {M} }\\\end{matrix}}{\begin{Bmatrix}0&\mathrm {L} \\0&\mathrm {M} \\\mathrm {Z} &0\\\end{Bmatrix}}}                                         |
| Pivot d'axe (A, z)                          | En tout point de l'axe, dont A                 | {\displaystyle {\begin{matrix}\\\\_{\mathrm {M} }\\\end{matrix}}{\begin{Bmatrix}0&0\\0&0\\\omega _{z}&0\\\end{Bmatrix}}_{i/j}}                             | {\displaystyle {\begin{matrix}\\\\_{\mathrm {M} }\\\end{matrix}}{\begin{Bmatrix}\mathrm {X} &\mathrm {L} \\\mathrm {Y} &\mathrm {M} \\\mathrm {Z} &0\\\end{Bmatrix}}}                   |
| Glissière de direction x                    | En tout point de l'espace                      | {\displaystyle {\begin{matrix}\\\\_{\mathrm {M} }\\\end{matrix}}{\begin{Bmatrix}0&v_{x}\\0&0\\0&0\\\end{Bmatrix}}_{i/j}}                                   | {\displaystyle {\begin{matrix}\\\\_{\mathrm {M} }\\\end{matrix}}{\begin{Bmatrix}0&\mathrm {L} \\\mathrm {Y} &\mathrm {M} \\\mathrm {Z} &\mathrm {N} \\\end{Bmatrix}}}                   |
| Hélicoïdale d'axe (A, x) et de pas p        | En tout point de l'axe                         | {\displaystyle {\begin{matrix}\\\\_{\mathrm {M} }\\\end{matrix}}{\begin{Bmatrix}\omega _{x}&u\cdot \omega _{x}\\0&0\\0&0\\\end{Bmatrix}}_{i/j}}            | {\displaystyle {\begin{matrix}\\\\_{\mathrm {M} }\\\end{matrix}}{\begin{Bmatrix}\mathrm {X} &u\cdot \mathrm {X} \\\mathrm {Y} &\mathrm {M} \\\mathrm {Z} &\mathrm {N} \\\end{Bmatrix}}} |
| Sphérique à doigt de centre C bloquée en z  | Au centre de la liaison                        | {\displaystyle {\begin{matrix}\\\\_{\mathrm {A} }\\\end{matrix}}{\begin{Bmatrix}\omega _{x}&0\\\omega _{y}&0\\0&0\\\end{Bmatrix}}_{i/j}}                   | {\displaystyle {\begin{matrix}\\\\_{\mathrm {A} }\\\end{matrix}}{\begin{Bmatrix}\mathrm {X} &0\\\mathrm {Y} &0\\\mathrm {Z} &\mathrm {N} \\\end{Bmatrix}}}                              |
| Encastrement                                | En tout point de l'espace                      | {\displaystyle {\begin{matrix}\\\\_{\mathrm {M} }\\\end{matrix}}{\begin{Bmatrix}0&0\\0&0\\0&0\\\end{Bmatrix}}_{i/j}}                                       | {\displaystyle {\begin{matrix}\\\\_{\mathrm {M} }\\\end{matrix}}{\begin{Bmatrix}\mathrm {X} &\mathrm {L} \\\mathrm {Y} &\mathrm {M} \\\mathrm {Z} &\mathrm {N} \\\end{Bmatrix}}}        |

## Liaison équivalente
Une liaison équivalente correspond à la liaison qui modélise le même comportement que l’association des liaisons en série ou en parallèle qu’elle remplace.

### Liaison en série
Pour des liaisons en série :
− la liaison équivalente peut réaliser la somme des mouvements des liaisons qui la composent ;
− la liaison équivalente ne peut transmettre un effort que si toutes les liaisons qui la composent le peuvent.
La liaison équivalente entre des liaisons en série est la somme des torseurs cinématique. On peut aussi égaler les torseurs des actions mécaniques.

### Liaison en parallèle
Pour des liaisons en parallèle :
− la liaison équivalente ne peut réaliser un mouvement que si toutes les liaisons qui la composent le peuvent ;
− la liaison équivalente peut transmettre la somme des efforts transmissibles des liaisons qui la composent.
La liaison équivalente entre des liaisons en parallèle est la somme des torseurs des actions mécaniques. On peut aussi égaler les torseurs cinématiques.

## Modélisation anglo-saxonne
Les anglo-saxons modélisent les liaisons mécaniques légèrement différemment (cependant, cela ne change rien à leurs caractéristiques esentielles, et leur nombre reste le même : onze) . Ils distinguent les liaisons « inférieures » (lower pair joints), pour lesquelles les contacts sont une surface, et les liaisons « supérieures » (higher pair joints) pour lesquelles les contacts sont un point ou une ligne :
- lower pair joint :
  - revolute joint : liaison pivot,
  - prismatic joint : liaison glissière,
  - cylindrical joint : liaison pivot glissant,
  - screw joint : liaison hélicoïdale,
  - planar joint : liaison appui plan,
  - spherical joint : liaison sphérique (rotule) ;
- higher pair joint :
  - planar rolling contact : liaison linéaire rectiligne avec adhérence, en distinguant parfois la gear joint (contact entre deux cylindres), la rack joint (contact cylindre-plan) et la roll curve joint (roulement sur une came),
  - three dimension rolling contact : liaison sphère-plan (ponctuelle) avec adhérence,
  - point surface joint : liaison sphère-plan (ponctuelle) sans adhérence,
  - slide curve joint : liaison linéaire rectiligne sans adhérence,
  - point curve joint : liaison linéaire annulaire.

La liaison sphérique à doigt (universal joint) est considérée comme une liaison composée (compound joint). L'absence de liaison est appelée « liaison à six degrés de liberté » (6-DOF joint) ; l'encastrement est appelé « liaison rigide » (rigid joint). Les liaisons roulantes (linéaire rectiligne et sphère-plan) sont considérées de base avec adhérence, voire avec obstacle (pignons, pignon-crémaillère) et donc pas « idéales ».
Dans le cas de la mise en position de pièces (MiP), ils parlent de « positionneurs » (locators) :
- plane locator : liaison appui plan ;
- concentric locator : liaison pivot glissant (centrage long) ;
- radial locator : liaison sphère-plan (butée).